# Juifs
Pour les articles homonymes, voir Juif (homonymie).
2e rangée : Baruch Spinoza • Sigmund Freud • Cholem Aleikhem • Albert Einstein

Les Juifs (en hébreu : יְהוּדִים / yehoudim, en grec ancien : Ἰουδαῖοι / Ioudaĩoi, en latin : Iudaei, etc.) sont les membres d’un peuple identifié à sa propre religion, le judaïsme et, au sens large du terme, à une appartenance ethnique même non religieuse. La dimension ethnique est cependant régulièrement remise en cause,  l'ethnie juive étant surtout associée aux populations autochtones sémites  du moyen-orient (Mizrahim) qui y vivaient avant la création de l'État d'Israël.
La tradition juive relie leur ascendance aux patriarches Abraham, Isaac et Jacob également appelé Israël. Ils peuplent la Judée et le royaume d'Israël, structurant leur quotidien autour de la Bible hébraïque, laquelle comprend les cinq Livres de la Torah attribués à Moïse, les Livres des prophètes ultérieurs et d’autres écrits. La Bible définit leurs croyances, leur histoire, leur identité nationale et légifère dans tous les domaines de leur vie.
À la suite des aléas de leur histoire, les Juifs migrent ou sont exilés de la Judée et s'installent à travers le monde. Tentant de conserver leur mode de vie ancestral au sein des populations avoisinantes dans lesquelles ils s’acculturent, ils développent des traditions religieuses, culinaires et des langues propres ainsi que d’autres traits spécifiques. Réciproquement, ils exercent un certain attrait sur leurs populations d’accueil et l’on enregistre dans l’Empire romain un nombre important de conversions au judaïsme. L’impact et la proportion de ces conversions sont discutés par les historiens. Leur histoire sur plus de deux millénaires est marquée par des persécutions, tant dans l'espace chrétien qu'islamique ; en Europe, elles culminent au XXe siècle avec la Shoah.
Les grandes révolutions de l’ère moderne entraînent chez nombre d’entre eux une perte ou un abandon de tout ou partie des repères traditionnels. Plusieurs tentatives sont menées pour les redéfinir en tant qu’entité confessionnelle, nationale ou culturelle de sorte qu’en français, l'Académie française distingue entre les Juifs (avec une majuscule — les « personnes descendant de l'ancien peuple d'Israël ») et les juifs (sans majuscule — « personnes qui professent le judaïsme »).
Le nombre total des Juifs contemporains est difficile à évaluer avec précision, et fait l'objet de différentes appréciations mais, selon une estimation effectuée en 2016, il serait d'environ 14,4 millions. Selon une autre comptabilisation, effectuée en 2021 par la Berman Jewish DataBank, ce chiffre se situe entre 15,2 millions et 19,9 millions de personnes, soit moins de 0,2 % de la population mondiale. La majorité d'entre eux vit en Israël et aux États-Unis, et les autres principalement en Europe, au Canada et en Amérique latine.

## Origine des mots juif et Juif

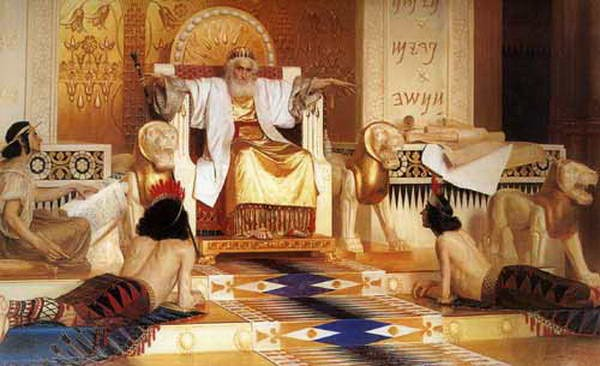
Représentation du roi Salomon, fils de David ; peinture du XIXe siècle par Isaac Asknaziy.

Le Livre de la Genèse, premier livre de la Bible, présente la lignée des patriarches hébreux : Abraham, Isaac, et Jacob, qui reçoit aussi pour nom Israël, et dont la descendance forme l’ensemble des Israélites ; le quatrième des fils d’Israël a pour nom Juda (hébreu : יְהוּדָה / Yehouda, rapproché en Genèse 29:35 du vocable lehodot, « remercier » ou « reconnaître »). L’hébreu biblique dénomme יהודי (yehoudi) tout Israélite membre de sa tribu ou habitant la terre qu’elle peuple puis tout membre de son royaume. Le terme n'est devenu générique que dans le Livre d’Esther (IVe siècle av. J.-C.), désignant la nation au-delà d’une appartenance tribale, puisque Mardochée, qui est un Benjaminite, y est qualifié « d’homme yehoudi » (Esther 2:5-6), et qu'il y est dit qu’ « un grand nombre parmi les gens du pays “se firent yehoudim” (mityahadim) car la crainte des Yehoudim s’était emparée d’eux » (Esther 8:17).
L’araméen reprend le mot sous la forme yehoudaï, transcrit Ῐ̓ουδαῖος / Ioudaîos en grec ancien puis jūdaeus en latin. C’est sur la base de ce mot latin que le français nomme le patriarche Juda, son territoire la Judée et ses habitants les Judéens (l’anglais académique emploie le terme Judahite pour ces connotations ethnique ou géographique, anglicisme repris en français sous la forme « judaïte » par Ernest Renan, Histoire du peuple d'Israël et dans la critique qu'en fait Théodore Reinach). Pour distinguer ces sens, l’hébreu moderne a recours au terme yehoudaʾi, « Judéen », distinct de yehoudi, « juif ».
Au Xe siècle, l'ancien français fait évoluer jūdaeus en judeu, qui se transforme ensuite en juiu puis en juieu au XIIe siècle. De la forme féminine, juive, du mot juieu dérive, dès le XIIIe siècle, le mot français masculin « juif », qui parvient jusqu'à nos jours. D’autres ethnonymes désignant les Juifs dans diverses langues contemporaines s'appuient sur cette même étymologie « judéenne », par exemple يهودي (yahūdī) en arabe, Jude en allemand, juutalainen en finnois, Jew en anglais, židov en croate, jøde en danois, zsidó en hongrois, ou żyd en polonais. L’antijudaïsme chrétien accole au mot des significations déplaisantes : « Juif » devient par exemple synonyme d’usurier même quand la personne n’a aucune ascendance juive, du fait de leur haute prévalence dans l’un des seuls métiers que les autorités leur permettaient d’exercer. Dans les pays où le nom originel de « juif » est devenu péjoratif (giudeo, Ιουδαίος, jid, jidov), des noms qui dérivent du mot « hébreu » lui sont préférés comme ebreo en italien, Εβραίος / evraíos en grec moderne, еврей (ievreï) en russe, ou evreu en roumain ; d'autres noms, tel Musevi en turc, dérivent de celui de Moïse.
Une évolution supplémentaire, propre au français, se produit lorsqu’il est décidé d’émanciper les Juifs vivant en France, pour peu qu’ils renoncent à toute revendication nationale et confinent leur judéité au niveau confessionnel. Conformément aux conventions typographiques de la langue française, qui imposent une majuscule aux noms de peuples et une minuscule aux noms de croyances, « Juif » s'écrit avec une initiale majuscule quand il désigne les Juifs en tant que membres du peuple juif (et signale ainsi leur judéité), mais il s'orthographie avec une initiale minuscule lorsqu'il désigne les juifs en tant que croyants qui pratiquent le judaïsme (et insiste en ce cas sur leur judaïté).

## Formation et évolution de l'identité juive

Carte de Jérusalem, peu avant l'an 70. L'emplacement du Temple est représenté en jaune.

La notion de Juif s'est structurée à travers l'histoire. Au cours des trois millénaires écoulés depuis l'époque de David et les premiers documents égyptiens évoquant le peuple d'Israël, elle a connu des évolutions ou infléchissements.
À l'époque la plus ancienne, les Israélites apparaissent comme une population aux pratiques religieuses très diversifiées, surtout définis par leur origine supposée commune, leur langue, leur territoire et leurs deux États.
Après la disparition du polythéisme et l'exil à Babylone, à la fin du VIIe siècle av. J.-C., les Juifs remplacent les Israélites. La définition religieuse devient plus claire dès la période du Second Temple. Les idées de peuple et de royaume juif sont alors réaffirmées.
À partir du IIe siècle av. J.-C., l'effervescence intellectuelle autour de la religion juive est attestée. Elle s'exprime à travers la diversité foisonnante de courants et sectes.
À la suite de l'apparition des prémices d'un culte chrétien, la destruction du Second Temple par les Romains (en 70 ap. J.-C.), et la destruction définitive du royaume de Juda (Ier siècle), et enfin avec la rédaction des Talmuds, la religion juive s'unifie (IIe siècle - Ve siècle). Le rétablissement de l'État juif est alors abandonné, et renvoyé à des lointains temps messianiques.
C'est à partir du XIXe siècle, sous l'influence des idées laïques et nationalistes en occident, qu'une redéfinition politique et nationale de l'identité juive est mise en avant.

### Les royaumes israélites

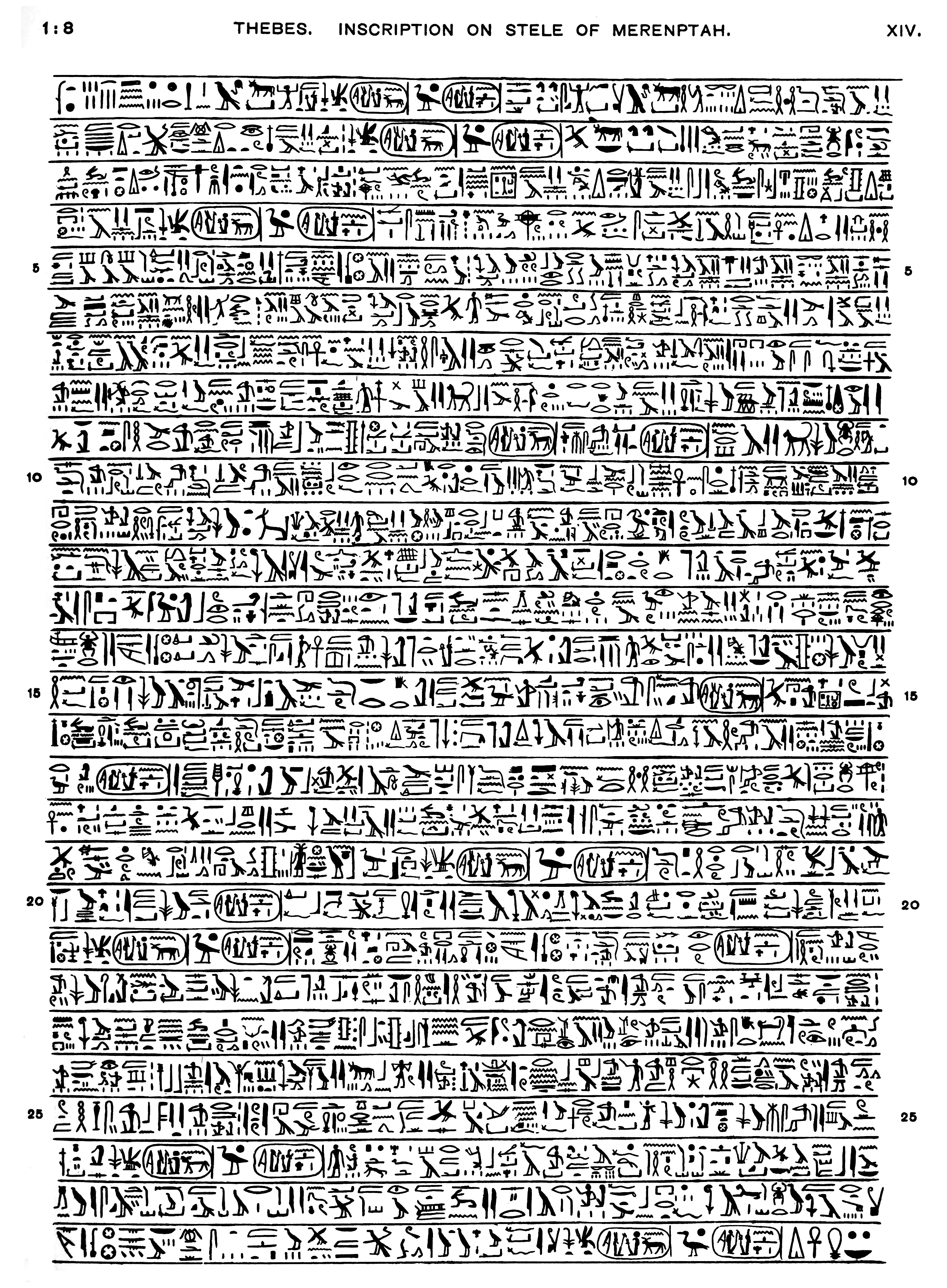
Transcription de la stèle de Mérenptah.

La plus ancienne source documentaire extra-biblique sur les Israélites est la stèle de Mérenptah, qui remonterait aux années 1210 av. J.-C. et a été trouvée en 1896 dans le sud de l'actuel Israël. Dans cette stèle, le pharaon Mérenptah proclame : « Israël est détruit, sa semence même n’est plus ». Le déterminatif des hiéroglyphes signifiant Israël (un homme, une femme et les trois traits marquant le pluriel), précise que le mot désigne une population. On ignore la localisation exacte de cette population, son périmètre ethnique ou religieux, son statut politique, mais la stèle confirme l'existence assez ancienne d'un groupe humain de ce nom dans le paysage cananéen de l'époque.
On ignore la date exacte de rédaction des Livres de la Bible hébraïque. La tradition juive les tient pour contemporains des faits qu’ils rapportent, tandis que les biblistes non littéralistes y voient une rédaction progressive ayant débuté au VIIe siècle av. J.-C. avec le Deutéronome et s’étalant ensuite sur trois siècles. Selon ces derniers, la Bible n’est donc pas un témoignage historique fiable, en particulier pour les périodes les plus anciennes, mais elle exprime fidèlement la vision de la communauté qu’avaient ses rédacteurs.
Dès les premiers Livres de la Torah, les « Enfants d'Israël » sont à la fois présentés comme un groupe religieux (pratiquant un culte monothéiste et comme un peuple, le « peuple d'Israël ». Leur dieu, dont le Nom ineffable est transcrit sous la forme du tétragramme YHWH, les appelle « Mon peuple ».
À ce stade, cependant, le « peuple d'Israël » n'est pas présenté comme une nation au sens étatique du terme. Cette notion apparaît dans les Livres prophétiques avec le récit de la royauté de Saül, datée par la tradition aux alentours de l’an 1000 AEC : « Samuel dit à tout le peuple : Voyez-vous celui que l’Éternel a choisi ? […] Et tout le peuple poussa des cris, et dit : Vive le roi ! ».
À compter du livre de Samuel, la Bible affirme de façon permanente qu'il est de la volonté de Dieu que les Israélites soient son peuple, mais aussi qu'ils soient un royaume, sous une direction politique unique, la dynastie davidique dont viendra un jour futur le Messie.

Carte des royaumes de Judée et Samarie qui existaient selon la Bible en 926 av. J.-C. (les frontières sont seulement indicatives).

En pratique, ces principes ne sont que partiellement mis en œuvre : au niveau national, le royaume unifié d’Israël éclate à la mort de Salomon en deux royaumes israélites rivaux avec le royaume d’Israël, ou de Samarie (du nom de sa capitale) au Nord de Canaan et le royaume de Juda (du nom de la tribu royale) au Sud ; sur le plan religieux, le polythéisme est très présent au sein de la société israélite, tant au nord (« les enfants d'Israël firent en secret contre l'Éternel leur Dieu, des choses qui ne sont pas bien. […]. Ils fabriquèrent des idoles d'Astarté, ils se prosternèrent devant toute l'armée des cieux, et ils servirent Baal ») qu’au sud (le roi Josias « ordonna […] de retirer du sanctuaire de Yahvé tous les objets de culte qui avaient été faits pour Baal, pour Ashera et pour toute l'armée du ciel […]. Il supprima les faux prêtres que les rois de Juda avaient installés et qui sacrifiaient […] à Baal, au soleil, à la lune, aux constellations et à toute l'armée du ciel. […] Il démolit la demeure des prostituées sacrées, qui était dans le temple de Yahvé […] »).
L’archéologie confirme ce polythéisme, montrant YHWH adoré avec d’autres dieux et déesses, comme Ashera (peut-être son épouse). Les ostraca de Kuntillet 'Ajrud, dans le désert du Sinaï, datant du VIIIe siècle avant l'ère commune, portent ainsi l'inscription « bēraḫtī ʾetḫem lǝ-YHWH šomrōn [ou šomrēnū] u-l-Ašratō » (« Je vous ai bénis par YHWH de Samarie et Son Asherah » ou « Je vous ai bénis par YHWH notre gardien et Son Asherah », selon qu'on lise šomrōn : Samarie ou šomrēnū : notre gardien). On trouve aussi la mention « YHWH et son Ashera » sur une inscription datant de la monarchie tardive (vers -600) dans la région de la Shéphélah (royaume de Juda). En revanche, aucune archive connue des états de la région ne parle du royaume unifié de Saül, David et Salomon et seule la stèle de Tel Dan gravée au IXe siècle av. J.-C. (ainsi que, selon certains, la stèle de Mesha) atteste l’existence de deux royaumes israélites dont l’un est dirigé par la « maison de David ».

Frontières estimées des États du levant vers 800 av. J.-C.

Nombre d’universitaires, dont l’archéologue Israël Finkelstein et l’historien Neil Asher Silberman, en concluent que le royaume unifié est un mythe. Ils notent que les fouilles effectuées à Jérusalem dans les couches correspondant aux dates avancées par la Bible sont plus compatibles avec un statut de petit village qu’avec celui de capitale d’un royaume organisé et qu’elle n’y ressemble qu’au IXe siècle av. J.-C. La Bible n’est, selon eux, qu’une construction nationale élaborée pour appuyer les ambitions du roi Josias ; d’anciennes traditions orales auraient été utilisées pour combiner en lui les caractéristiques des héros bibliques et des prophéties auraient été déclamées pour annoncer celui dont les auteurs attendaient qu’il soit le fameux Messie descendant de David, avant sa mort lors des campagnes du pharaon Nekao. De ce fait, les tribus du Nord sont décrites comme « désespérément enclines au péché » et le polythéisme, présenté dans la Bible comme une régression par rapport à un monothéisme originel, serait au contraire la forme première des cultes israélites, combattue par un mouvement réformateur monothéiste.
Les Israélites, au terme d'une évolution allant de la Genèse au premier livre de Samuel sont ainsi dotés d'une triple caractéristique par la Bible : ils sont un groupe religieux, un peuple et une nation, ou plus exactement un royaume (rapidement divisé).
Quelle que soit leur réalité historique, les récits intègrent deux idées :
- La première est que le destin des Israélites est de vivre dans un seul royaume, sous la seule dynastie légitime, celle de Juda[29]. En sortant de ce royaume, les habitants de Samarie divisent le peuple ;
- La seconde est qu'on peut être israélite tout en pratiquant le polythéisme, même si on est alors un mauvais Israélite. Ce pluralisme religieux ne remet pas en cause l'appartenance commune au « peuple d'Israël », qui semble ainsi première.

### Le premier exil et l'apparition des Juifs

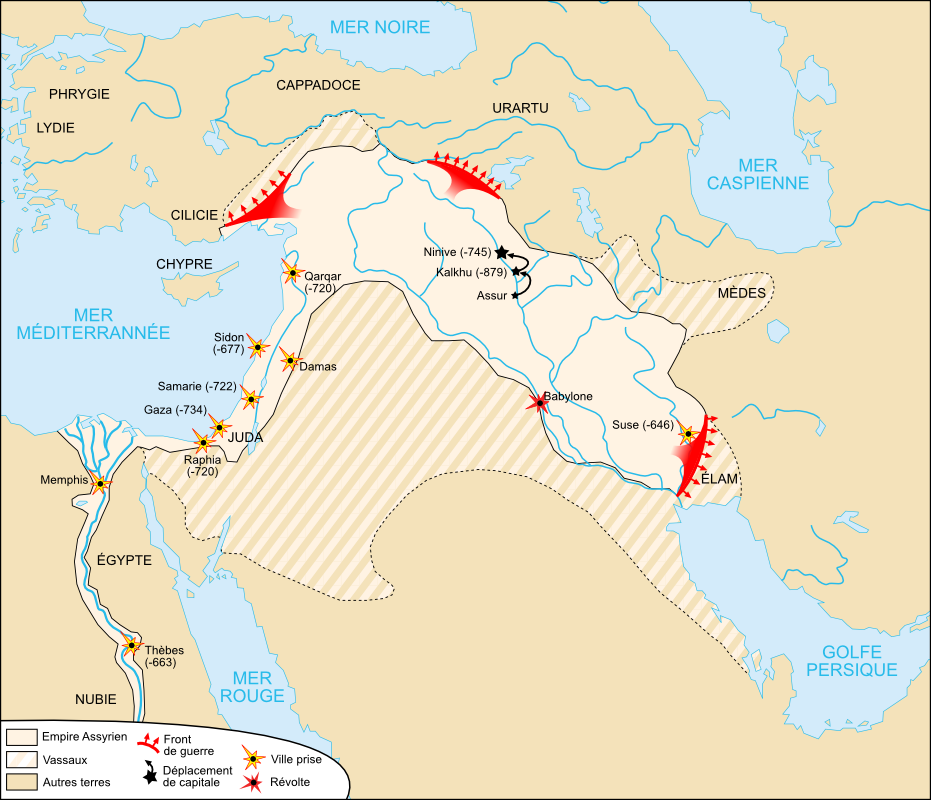
Carte de la région vers 700 av. J.-C., après l'expansion assyrienne. La Samarie et Juda font partie de l'empire, Juda avec un statut de vassal et non de simple province.

Le royaume de Samarie a été envahi et détruit par l'Assyrie en 722 av. J.-C., qui en a fait une de ses provinces. Le royaume de Juda survécut jusqu'à sa destruction par les Babyloniens en 586 av. J.-C. et à l'exil d'une partie de sa population à Babylone (sans doute essentiellement l'élite). « Le VIe siècle av. J.-C. a été décisif dans l'histoire des Juifs. En fait, on peut dire qu'il en constitue le véritable commencement, car il voit s'opérer une mutation fondamentale : la fin du temps des Hébreux et de l'hébraïsme, la naissance du temps des Juifs et du judaïsme ». Le destin des Israélites du Sud, en particulier de l'élite déportée en Mésopotamie devient totalement distinct de celui des Israélites du Nord.
La population installée à Babylone semble avoir rompu de façon définitive avec le polythéisme. La Bible cesse en effet ses accusations régulières sur ce thème. Les formes fondamentales du monothéisme juif semblent s'être définitivement imposées dans l'épreuve de l'exil.
Les Juifs ne seront plus indépendants avant la monarchie hasmonéenne, vers 140 av. J.-C. Ils ne vivront plus exclusivement en Judée, mais se répandront progressivement à travers le Moyen-Orient à partir de la Babylonie.

#### Israélites et Samaritains
Après la libération des exilés par l'Empereur perse Cyrus II en 537 av. J.-C., celui-ci leur donne la permission de retourner dans leur pays d'origine et de rebâtir le temple de Jérusalem détruit en 586. Les populations de l'ancien royaume de Samarie proposent alors leur aide. Celle-ci est refusée, et les Samaritains sont accusés de ne pas être de purs Israélites, mais des immigrants d'origine assyrienne imitant les Israélites : « Le roi d'Assyrie fit venir des gens […] et les établit dans les villes de Samarie à la place des enfants d'Israël […]. Ils craignaient aussi l'Éternel […] et ils servaient en même temps leurs dieux d'après la coutume des nations d'où on les avait transportés ».
L'exil a en effet modifié les identités ethno-religieuses. Pour les anciens exilés de Babylone, la terre d'Israël est mal connue. Les anciennes définitions sont réinterprétées. La captivité de Babylone a créé les Juifs au sens actuel du terme. Les populations se réclamant des anciens Israélites sont maintenant réparties en deux groupes pratiquant des religions proches : les Judéens et les Samaritains, toutes deux sous domination perse, et plus tard séleucide.
Deux éléments semblent marquants dans la rupture :
- les Samaritains ont placé leur temple sur le mont Garizim, quand les Juifs ont placé le leur à Jérusalem ;
- les Samaritains sont accusés de n'être pas d'ascendance israélite, mais de se contenter de se comporter comme des Israélites.

Une autre accusation juive existe, celle de pratiquer le polythéisme. Elle ne semble cependant pas suffisante à justifier la divergence. En effet, le traité mineur Massekhet Koutim du Talmud de Jérusalem admet que les Samaritains ne sont plus polythéistes. Mais l'accusation de ne pas être d'ascendance israélite subsiste. Avec l'importance du mont Garizim, elle apparaît donc comme centrale dans le rejet.
C'est à la fois la religion, la politique et la notion de peuple qui fonde donc le rejet des Samaritains et la structuration d'une identité juive distincte. Elle est non seulement celle de monothéistes qui suivent la Bible (comme les Samaritains), mais qui affirment également au moins trois fortes spécificités : de meilleures pratiques religieuses (comme la centralité du temple de Jérusalem), une fidélité politique et « nationale » au royaume Judéen et l'appartenance à un peuple nettement différencié par son origine supposée (les « vrais » Israélites).

### Le temps du Talmud
Les Juifs de Judée deviennent minoritaires dans le judaïsme global. Selon un recensement mené à la demande de l’empereur Claude (Ier siècle), seuls trente pour cent des Juifs de l’Empire vivent dans la Provincia Iudea tandis que la majorité des communautés vit en Mésopotamie et en Perse, en Asie Mineure et en Égypte, où les Juifs hellénisés prospèrent.
La définition strictement nationale du « peuple juif » (une langue, un territoire, une direction politique) s'estompe donc. Malgré quelques principes généraux (centralité de Jérusalem, Dieu Un et Unique, destin particulier du peuple Juif), le judaïsme du Second Temple (de 515 av. J.-C. à 70 ap. J.-C.) éclate et se dilue en une multitude de courants et de sectes. Certains se reconnaissent dans les Rabbanim, d'autres dans les prêtres du Temple, certains acceptent la Torah orale, d'autres non, certains acceptent des livres de la Bible que d'autres rejettent (Voir les livres acceptés par la version grecque de la Septante et rejetés par le Tanakh hébraïque, les livres "intertestamentaires", les livres deutérocanoniques), certains professent l'éternité du monde quand d'autres sont créationnistes, certains professent l'immortalité de l'âme (pharisiens) que d'autres rejettent (sadducéens), certains se montrent ouverts aux convertis quand d'autres les rejettent, certains se montrent ouverts à la culture hellénistique (dominante dans le Moyen-Orient de l'époque), que d'autres se font un point d'honneur de refuser.
Après la destruction du second Temple de Jérusalem en l'an 70 ap. J.-C., ce judaïsme éclaté perd son autorité centrale. Le peuple juif perd aussi progressivement son État, réduit d'abord au statut de royaume vassal par les Romains, puis finalement supprimé pour devenir une simple province. Enfin, une nouvelle religion apparaît, le christianisme. Issu du judaïsme, dont il tempère les règles strictes (respect du Shabbat, circoncision, interdits alimentaires, interdiction des images…) le christianisme primitif met l'universalisme en avant. Les références au « peuple juif » et au « royaume de Juda » (dont le rétablissement était espéré par les Juifs) en disparaissent dès la fin du Ier siècle.
Le judaïsme pharisien, qu'on peut désormais qualifier d'orthodoxe (le terme n’est utilisé qu'à partir du XIXe siècle), acte parallèlement la fin pratique de la dimension nationale du fait juif : il devient interdit, après la fin des Zélotes (en 67-73 ap. J.-C.) puis l'écrasement de la révolte de Bar Kokhba (en 132-135 av. J.-C.), de « se rendre en terre d’Israël comme une muraille » et, a fortiori, de combattre pour le rétablissement d’un État juif,. Ces défaites sont interprétées comme une manifestation du refus divin de rétablir la souveraineté juive sur la Terre sainte. En théorie l'idée nationale est cependant conservée, puisque la création d'un nouveau royaume d'Israël reste attendue pour l'avènement des temps messianiques.
Sans doute par compensation à cette évolution, le judaïsme orthodoxe a par contre conservé et même renforcé la définition des Juifs en tant que peuple, freinant fortement les conversions au judaïsme, perçues comme un facteur de dilution. Assez nombreuses dans l'Antiquité, celles-ci deviennent marginales, renforçant le particularisme ethnique.
Privé de centralité religieuse et politique, menacé par le prosélytisme chrétien, le judaïsme va se restructurer en profondeur.
Devant la menace de dilution et d'oubli de la tradition, les Sages pharisiens décident de mettre la Torah orale par écrit, rompant ainsi avec un tabou ancien. La Mishna est alors rédigée, au IIe siècle, par les tannaïm. Elle « se présente comme un code de loi, en quelque sorte les décrets d'application de la législation biblique. Elle est divisée en six parties […] 1. les lois agricoles ; 2. les fêtes ; 3. la législation familiale ; 4. le droit civil et pénal ; 5. le culte du temple ; 6. les lois de pureté ». Entre le IIe et le Ve siècle, chaque article de la Mishna est commenté en détail dans la Gémara. « C'est à l'ensemble Mishna (lois) et Gémara (commentaire des lois […]) que l'on donna le nom de Talmud », dont il existe deux versions : le Talmud de Jérusalem et celui de Babylone, issus des académies religieuses de ces deux grands centres d'étude, et achevées aux IVe et Ve siècles.
À l'issue de ce travail, le visage du judaïsme a changé, les divergences d'interprétations entre sectes semblant appartenir au passé, au bénéfice d'un solide corpus de règles religieuses unifiées.
Fort de ses adaptations face à la destruction de l'État juif, c'est le judaïsme orthodoxe qui va être la structuration idéologique principale des deux mille ans d'existence juive post-exilique.

### De l'Angleterre à la Chine

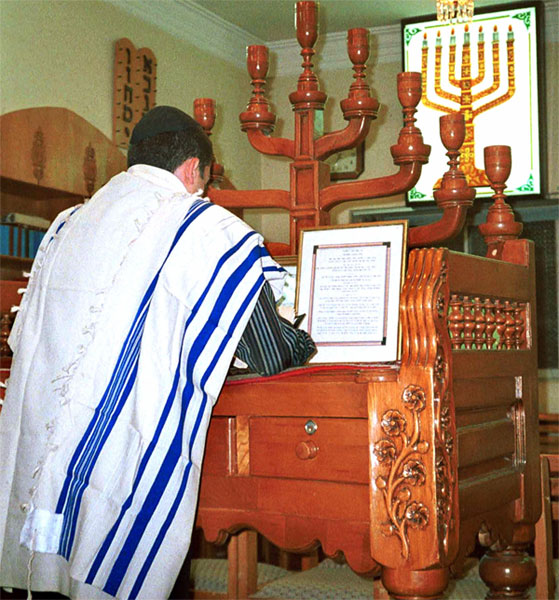
Un Juif en prière dans une synagogue, en Iran, en 1999.

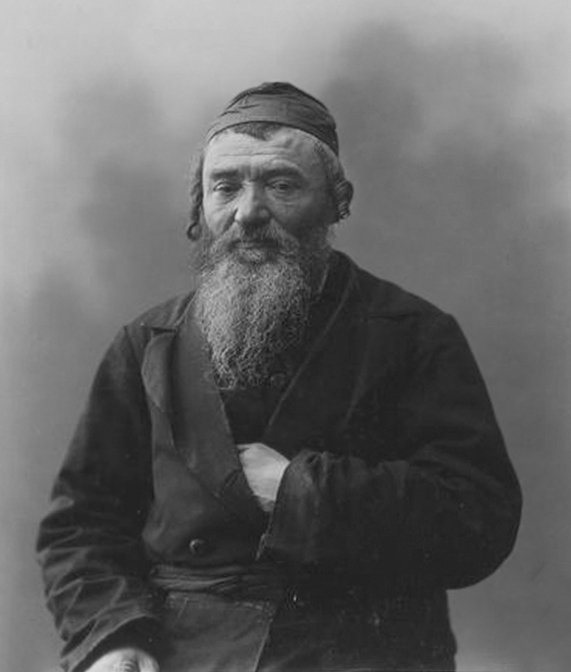
Un Juif de Chişinău (Moldavie), vers 1900.

Les Juifs se sont très largement répandus sur la planète, de l'Angleterre ou du Maroc à la Chine, de la Pologne à l'Éthiopie.
Cependant, l'essentiel de cette dispersion est postérieure au triomphe religieux des pharisiens, entre les IIe et IVe siècles. À cette date, les Juifs étaient encore essentiellement répandus au Moyen-Orient et dans le bassin méditerranéen. On peut avoir une idée de la répartition des Juifs en Europe occidentale avant les grandes expulsions de la fin du Moyen Âge en consultant la carte des rues des Juifs en Europe occidentale.
Quand l'expansion vers l'Europe, l'Inde ou la Chine commence, les différentes sectes juives ont déjà disparu au profit du judaïsme pharisien, nouveau judaïsme orthodoxe. De ce fait, fortement structurées par les Talmuds, les communautés de plus en plus dispersées n'ont pas éclaté en groupes religieux rivaux, les pratiques restant assez homogènes dans l'espace et dans le temps. On peut citer l'exception des Juifs éthiopiens, dont nul ne connaît clairement l'origine, ou celle des groupes en cours d'assimilation lors de leur redécouverte par le judaïsme (comme les Bene Israël des Indes), dont la « déviation » venait plus de l'oubli que d'une volonté d'innovation religieuse.
La seule véritable contestation interne au judaïsme unifié par les pharisiens sera celle du Karaïsme, un mouvement religieux surtout influent entre les VIIIe et XIe siècles, contestant la validité de la Torah orale.
Si les caractéristiques religieuses des populations dispersées sont restées assez stables, leurs caractéristiques ethniques (apparences physiques) se sont cependant modifiées, par conversion, viol ou mariages mixtes, mais sans modifier de façon notable la définition traditionnelle du Judaïsme.

### LaHaskala, et ses conséquences

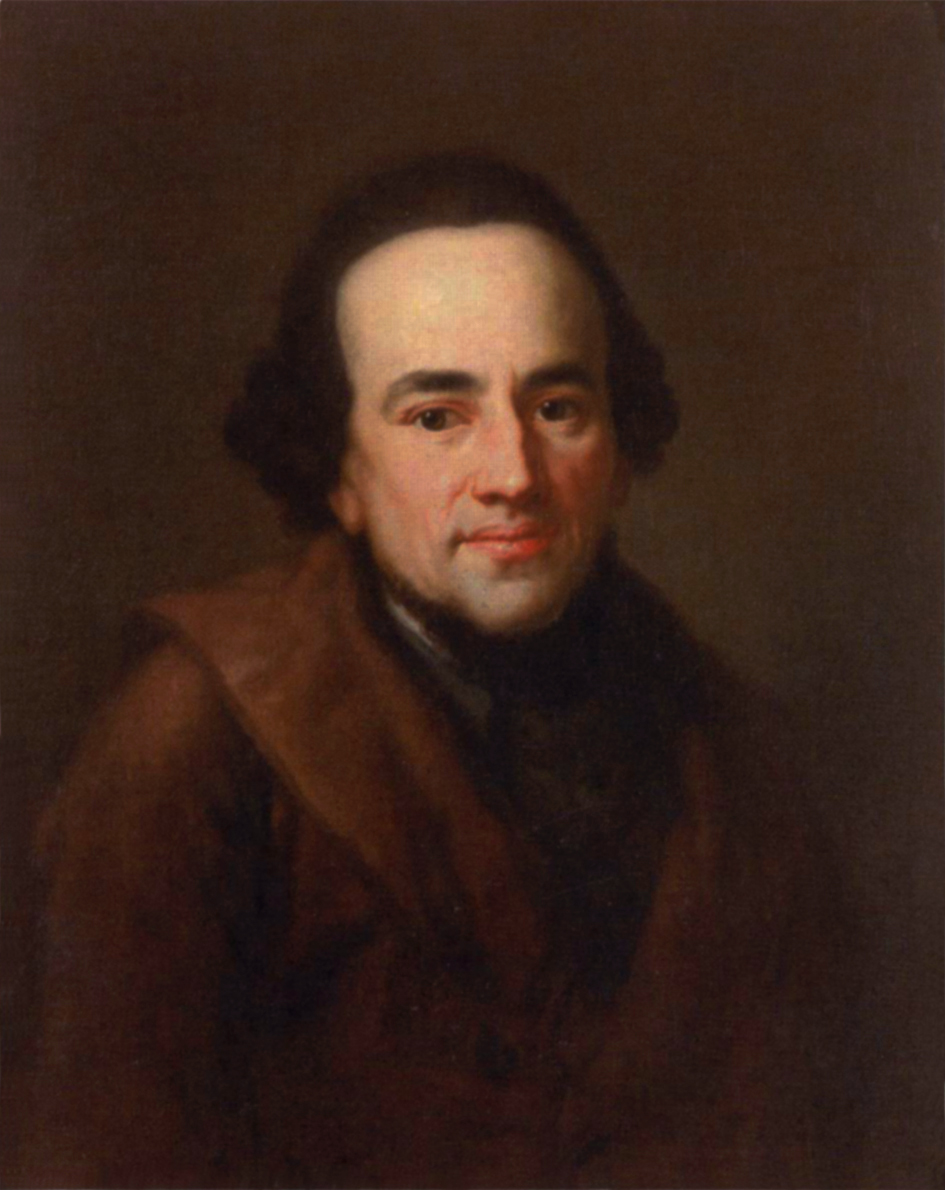
Moses Mendelssohn, le fondateur de la Haskala.

#### Avant laHaskala
La culture des Juifs fut longtemps celle du ghetto et du statut de dhimmi. Les repères matériels de la politique et du culte ayant été détruits, ceux-ci s'étaient déplacés vers les domaines de l'étude et la religion. Les persécutions, expulsions et massacres qui alternaient avec des périodes de calme relatif étaient vécues comme l'accomplissement des paroles du Deutéronome « L’Éternel te dispersera parmi tous les peuples, d’une extrémité de la terre à l’autre […] L’Éternel rendra ton cœur agité, tes yeux languissants, ton âme souffrante ». L'échec des révoltes menées par les Zélotes puis Shimon bar Kokhba avaient conforté le peuple dans cette perception d'un exil voulu par Dieu, et le Messie fils de David, de figure politique qu'il était, avait été transmué en personnage eschatologique. Les Juifs se voyaient donc comme un « peuple au sein des nations », maintenu par le judaïsme (qu'on n'appelait pas encore orthodoxe), attendant patiemment sa délivrance de Dieu.

#### LaHaskala
Sous l'influence de la philosophie des lumières, un courant intellectuel juif apparaît à la fin du XVIIIe siècle. L'idée fondamentale de la Haskala est la sortie du ghetto, l'entrée dans la modernité occidentale, à travers une éducation non exclusivement religieuse, l'initiation à l'économie moderne, et grâce à l'amélioration des relations entre les Juifs et les peuples au sein desquels ils vivent. Ce courant va susciter plusieurs réactions au sein des Juifs, les conduisant parfois à des modifications profondes de la perception de leur identité.

#### La réforme du judaïsme
Le mouvement réformé apparaît en Allemagne dans la première moitié du XIXe siècle. Le judaïsme réformé, fortement influencé par la Haskala, est en fait composé de divers courants, considérant le judaïsme comme formé d'un noyau moral à conserver et d'une écorce rituelle à abroger ou à réformer. La notion de « peuple juif » elle-même est limitée, voire contestée, au nom d'une meilleure intégration dans les sociétés occidentales. Les Juifs doivent se comporter, s'exprimer, s'éduquer et s'habiller comme leurs concitoyens, renoncer à leur particularisme culturel, à leurs langues (comme le yiddish), à leurs vêtements traditionnels, à leurs quartiers spécifiques, et le judaïsme doit devenir une religion privée, en accord avec la société et ses valeurs. En France, où il prend le nom de judaïsme libéral, le judaïsme réformé a eu pour précurseur Olry Terquem qui s'employa à traduire et à diffuser les idées réformistes de Berlin.
Le culte est alors réformé sur le modèle protestant, la cacherout (l'ensemble des lois alimentaires juives) est majoritairement oubliée et l'abandon des pratiques traditionnelles va chez certains jusqu'à proposer l'abandon du chabbat et de la circoncision. La liturgie est simplifiée, les livres de prières (siddour) sont rédigés en allemand et non en hébreu, les services abrégés, enrichis d'un sermon et d'un accompagnement musical. De cette redéfinition du fait religieux juif axée sur l'adhésion à une religion intériorisée, il ressort que la dimension de « peuple séparé » doit disparaître ou être atténuée.
L'impact de la réforme provoque alors la formation de nouveaux courants religieux, favorables ou opposés à celle-ci.
Elle engendre d'abord l'ultra-orthodoxie juive, qui prône l'exact inverse des valeurs de la réforme, en adoptant un séparatisme assez strict, et en renforçant la pratique du judaïsme au prix d'une rupture avec la modernité.
Elle est également rejetée par les « orthodoxes modernes », qui se laissent néanmoins pénétrer par certaines idées de la Haskala, conciliant une vie moderne avec la tradition.
En réaction à la réforme, mais également au durcissement de l'orthodoxie, naît la critique positive-historique du rabbin Zacharias Frankel qui tente dans la seconde moitié du XIXe siècle de concilier tradition et modernité. Ce courant, partisan d'une plus grande souplesse rituelle que les orthodoxes, a cependant une vision du judaïsme assez similaire, notamment dans sa dimension politique. Cette opinion « centriste » s'individualise aux États-Unis en 1902 sous le nom de Conservative Judaism.

#### Le nationalisme
La Haskala a exprimé à l'origine une volonté de faire des Juifs des citoyens comme les autres mais l’une de ses interprétations sera dans la seconde moitié du XIXe siècle d'en faire un peuple comme les autres, c'est-à-dire doté d'un État.
Historiquement, les prophètes de l'exil à Babylone (notamment Ezéchiel) furent les premiers à exprimer la nostalgie de Sion. Sous leur influence religieuse, un modeste noyau de Juifs demeura toujours en terre d’Israël et des petits groupes de juifs religieux « montaient » régulièrement en terre d’Israël depuis l’Antiquité, souvent après des accès de persécutions anti-juives et surtout vers les villes saintes de Safed, Tibériade, Hébron et Jérusalem. Cependant, ces déplacements n'impliquaient aucun projet politique et une tradition talmudique assez répandue jugeait a contrario qu’une arrivée massive des Juifs sur la terre ancestrale enfreindrait les trois serments que Dieu avait fait jurer au peuple juif et aux nations. Il était certes enseigné que « les temps messianiques auront lieu lorsque les Juifs regagneront leur indépendance et retourneront tous en terre d'Israël » mais l’espoir se résumait le plus souvent à une prière prononcée en concluant le séder de Pessa'h, « L'an prochain à Jérusalem ».
Le sionisme des débuts est d'une autre nature. Sous l'influence de la Révolution française, le nationalisme moderne se répand dans toute l'Europe au cours du XIXe siècle, particulièrement parmi les peuples sans état national (Polonais, Irlandais ou Hongrois), ou divisés en plusieurs États (Allemands, Italiens). L'idée nationaliste finit par toucher les Juifs, privés d'État et même de territoire. Il devient particulièrement populaire en Europe de l'Est, où les Juifs n’ont, au début du XXe siècle, pas encore été émancipés et sont de plus soumis à la pression de l’antisémitisme et des pogroms. À la fin du XIXe siècle, les thématiques du « retour à Sion » se traduisent peu à peu en une idée politique qui se détache progressivement du legs traditionnel. Ainsi, Moses Hess, le précurseur du sionisme travailliste, prend soin d’adjoindre à son Rome et Jérusalem un opuscule du rabbin Samuel Mohaliver afin de justifier son projet. De même, la première organisation qu'on peut qualifier de « sioniste », les Amants de Sion, compte dans ses rangs les rabbins Tzvi Hirsh Kalisher, Yitzchak Yaacov Reines et Yehiel Michael Pines.

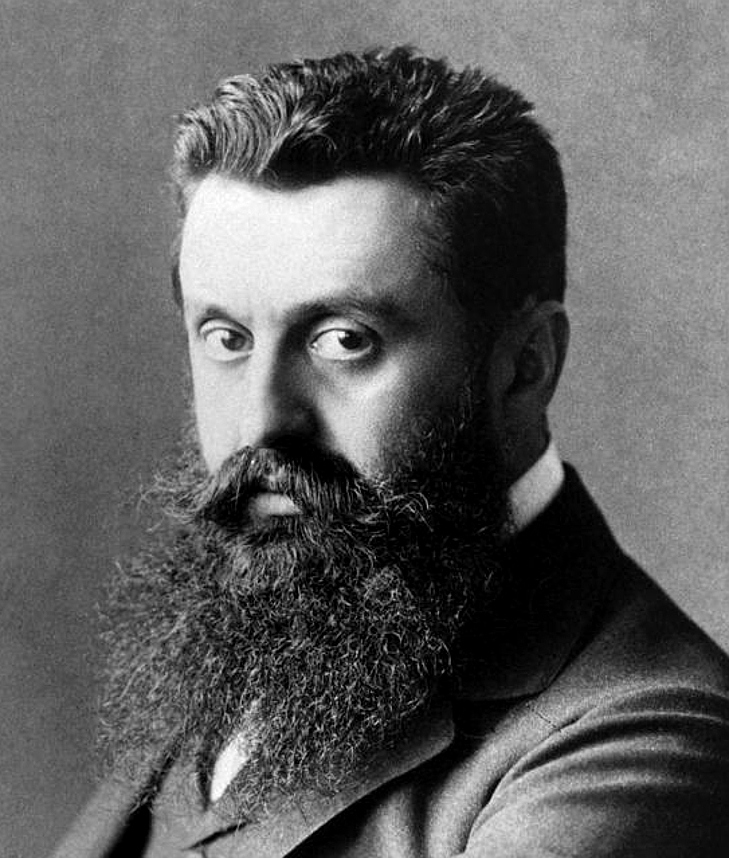
Theodor Herzl, créateur de l'Organisation sioniste mondiale, en 1897.

Cependant, l'Organisation sioniste mondiale, créée en 1897 par Theodor Herzl, entend moins rétablir le culte des offrandes (comme le souhaitait le rabbin Kalischer) que répondre à la « question juive », après que l'affaire Dreyfus a, selon Herzl, prouvé l’échec de l’assimilation en France, dans le pays même qui avait été le premier à émanciper les Juifs, en 1791.
Le mouvement politique fondé par Herzl obtient, en s'appuyant sur les ambitions coloniales britanniques au Moyen-Orient, un « Foyer national juif » en Palestine par la déclaration Balfour (1917), la conférence de San Rémo (1920) et le mandat de la Société des Nations (1922). La Palestine est alors placée sous mandat britannique.
De 1918 à 1948, la population juive sur le territoire de la Palestine mandataire passe de 83 000 à 650 000 personnes du fait d’un important taux de natalité mais aussi et surtout d'une forte immigration motivée par l’antisémitisme et les troubles politiques en Europe.
Les Juifs des anciennes communautés de Palestine mandataire, très religieux, ne se mélangent pas à ces nouveaux immigrants, relativement indifférents voire, pour certains, vigoureusement hostiles à la tradition (cette hostilité est souvent l’apanage de courants de gauche, tels que les Poale Sion, Hachomer Hatzaïr ou le sionisme libertaire ; cependant, le petit courant ultra-nationaliste des Cananéens se réclamera du paganisme et d'une identité hébraïque non juive, appelant à un dépassement du sionisme en faveur d'une identité israélienne/hébraïque détachée de la diaspora). Ils sont également vilipendés par la plupart des autorités spirituelles de l’époque : Samson Raphaël Hirsch se distancie du projet sioniste (Amants de Sion y compris) en invoquant les trois serments ; pour Elhanan Wasserman, ils sont l’« ennemi de l’intérieur » et d’autres estiment que la conférence de San Remo est « un clin d’œil de la providence divine mais [que les sionistes] l’ont ruiné ». Cependant, le sionisme trouve son défenseur en la personne du rabbin Abraham Isaac Kook. Autorité respectée, il articule une synthèse entre sionisme et tradition, faisant ressortir les nombreux points communs entre celle-ci et la praxis sioniste (qu’il n’épouse pas). Il prédit que le repeuplement juif en terre d’Israël, même s'il est conduit par des « athées et des blasphémateurs », amènera avec le temps à faire émerger « la dimension religieuse et spirituelle du projet sioniste ». Cependant, il ne parvient pas à infléchir la position de l’Agoudat Israel, fondée en Pologne en 1912 par diverses mouvances orthodoxes (dont les mouvements hassidiques de Satmar et Toldos Aharon (en)) pour s’opposer au sionisme.
La Shoah, destruction massive du judaïsme diasporique européen, modifie fortement le cours des choses. Au cours de celle-ci, le Juif est défini par des critères raciaux plutôt que religieux (on peut lire dans cette tendance de l’antisémitisme moderne, par opposition à l'antijudaïsme religieux traditionnel, l’influence des nationalismes européens né à la fin du XVIIIe siècle, volontiers laïques). Privés de leurs droits puis ghettoïsés tandis que la plupart des pays opposés à Hitler leur ferment les portes, beaucoup se rallient au sionisme, y compris dans les milieux religieux, à l’exemple du rabbin Yissachar Shlomo Teichtal (en) qui décide que l’installation des Juifs, même sionistes, en Israël ne conduit pas à la perte du peuple juif mais à son salut.
Confrontés à l’antisémitisme ambiant après la fin de la guerre, de nombreux survivants choisissent de rejoindre le foyer national juif, adhérant au sionisme laïc ou au sionisme religieux. Au sein même de l’orthodoxie et d’une partie de l’ultra-orthodoxie juives, on révise ses positions : beaucoup perçoivent la Shoah et les évènements qui l’ont précédée comme une rupture des trois serments par les nations qui avaient « promis de ne pas opprimer Israël trop durement » et l’Agoudat Israël elle-même devient « a-sioniste » plutôt qu’antisioniste. En réaction, les pans de l’ultra-orthodoxie demeurés fidèles à leurs idées premières se fédèrent et fondent la Edah Haredit.

### La création de l'État d'Israël

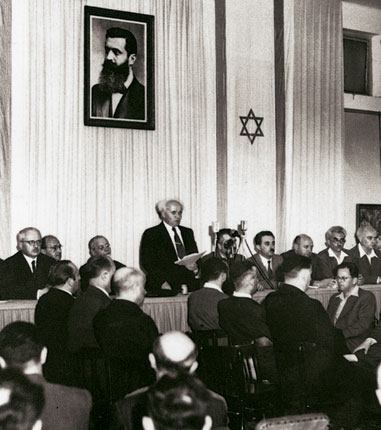
David Ben Gourion prononçant la déclaration d'indépendance.

Le 15 mai 1948 est proclamé l'État d'Israël. La déclaration d'indépendance du 14 mai indique « Eretz Israël est le lieu où naquit le peuple juif. C'est là que se forma son caractère spirituel, religieux et national. […] Contraint à l'exil, le peuple juif demeura fidèle au pays d'Israël à travers toutes les dispersions, priant sans cesse pour y revenir, toujours avec l'espoir d'y restaurer sa liberté nationale. […] C'est de plus, le droit naturel du peuple juif d'être une nation comme les autres nations et de devenir maître de son destin dans son propre État souverain. […] L'État d'Israël sera ouvert à l'immigration des Juifs de tous les pays […] il garantira la pleine liberté de conscience, de culte, d'éducation et de culture. […] Confiant en l'Éternel tout-puissant, nous signons cette déclaration sur le sol de la patrie ».
Les références au « peuple juif » (terme utilisé huit fois dans le texte) sont essentiellement faites sous l'angle national : les termes « nation », « national », « pays » ou « État » appliqués au « peuple juif » ou à la « terre d'Israël » sont utilisés 39 fois.
À l'inverse, les références à la religion juive sont limitées à trois passages. Il est au départ fait mention du « caractère spirituel, religieux et national » du peuple juif, qui a fait « don de la Bible au monde entier ». Il est plus loin indiqué que « le peuple juif demeura fidèle au pays d'Israël à travers toutes les dispersions, priant sans cesse pour y revenir », mais la notion de prière peut ici s'interpréter de façon religieuse ou laïque. La dernière allusion au religieux est aussi la plus appuyée, puisqu'elle indique que les signataires de la déclaration d'indépendance sont « confiants en l'Éternel tout-puissant ».
La déclaration d'indépendance reprend la démarche qui était majoritairement celle du sionisme depuis son origine : renforcer fortement la dimension nationale du fait juif (la notion de peuple débouchant pour les sionistes de façon étroite sur la notion de nation), et atténuer sa dimension religieuse, mais sans la nier.
La première version de la loi du retour (1950), précise que tout Juif a droit à l'émigration vers Israël, mais ne précise pas ce qu’est un Juif. Les premières instructions ministérielles données indiquaient d'ailleurs que toute personne revendiquant de bonne foi sa judaïté devait être acceptée. L’État juif refusait de rentrer ainsi dans une définition religieuse de la judaïté, et insistait plutôt sur une vision plus nationaliste : le sentiment commun d'appartenance.
Cette vision est également pour une bonne part à l'origine de l'évolution de la loi à la suite de l'affaire du « frère Daniel », né Oswald Rufeisen, ancien militant sioniste converti au catholicisme. Selon la Halakha, il reste Juif indépendamment de sa religion. Mais l’État d'Israël ne voulait pas se retrouver avec des « Juifs chrétiens » ou des « Juifs musulmans » officiellement reconnus. L'application stricte de la Halakha aurait abouti paradoxalement à une rupture totale du lien entre les notions de Juifs en tant que peuple et de juifs en tant que religion, les Juifs devenant purement un peuple. C'est dans ce but que fut voté l'amendement de 1970 qui précise « « un Juif » désigne une personne née d’une mère juive ou convertie au judaïsme et qui ne pratique pas une autre religion ».
Depuis 1970, l'État est en conflit larvé avec les orthodoxes à propos de cet amendement, ceux-ci réclamant, sans succès, qu'il soit précisé dans la loi que seules les conversions faites selon la Halakha des orthodoxes sont acceptées. Ce qui représenterait une rupture avec le puissant judaïsme américain, majoritairement réformé. Outre ce refus, l'État a aussi accepté de reconnaître comme Juifs les Samaritains et les Karaïtes, petites communautés rejetées par les orthodoxes.
Dans la tension ancienne entre définition des Juifs en tant que peuple/ nation, et celle des juifs en tant que religion, l'État d'Israël favorise donc nettement une vision nationale du fait juif, refusant à ce titre l'application stricte des lois religieuses, mais prenant également bien soin de ne pas rompre avec la religion juive. Celle-ci garde d'ailleurs un statut officiel : le rabbinat orthodoxe est une institution d'État, et les rabbins orthodoxes ont le monopole du mariage des Juifs vivant en Israël, même des non-croyants.

## Qui est juif: religion juive et appartenance juive
Jusqu'à la seconde moitié du XVIIIe siècle, les termes « Juifs » et « adhérents au judaïsme » étaient pratiquement synonymes.
Cette identité religieuse n'était pas absolue. Ainsi, selon Daniel Boyarin, une interrogation sur la distinction entre la notion de Juif et de judaïsme existait dans l’Antiquité après Platon chez les Juifs hellénisés d'Alexandrie. De même, la halakha (loi religieuse juive) n'impose pas la pratique religieuse pour appartenir au peuple juif, puisque pour elle, même un Juif converti à une autre religion reste juif.
Cependant, ces idées restaient marginales ou théoriques. Le « peuple d'Israël » étant censé avoir été voulu par Dieu pour recevoir ses préceptes, séparer les deux notions n'avait guère de sens dans des sociétés traditionnelles très marquées par la religion. Les formes prises par cette religion à travers l'histoire et l'espace ont cependant été diversifiées (judaïsme orthodoxe, karaïsme, Juifs éthiopiens).
À compter du XVIIIe siècle apparaît en Occident le mouvement des Lumières. Celui-ci, sous l'influence des philosophes français, prétend fonder une pensée politique et sociale dégagée du religieux (mais pas forcément anti-religieuse). Dès la fin du XVIIIe siècle apparaît le versant juif de ce mouvement, la Haskala. Prônant des valeurs profanes, elle suscite de nouvelles interrogations, chez les Juifs et chez les non-Juifs, sur les éventuelles définitions non-religieuses du fait juif.

### Les Juifs en tant que religion

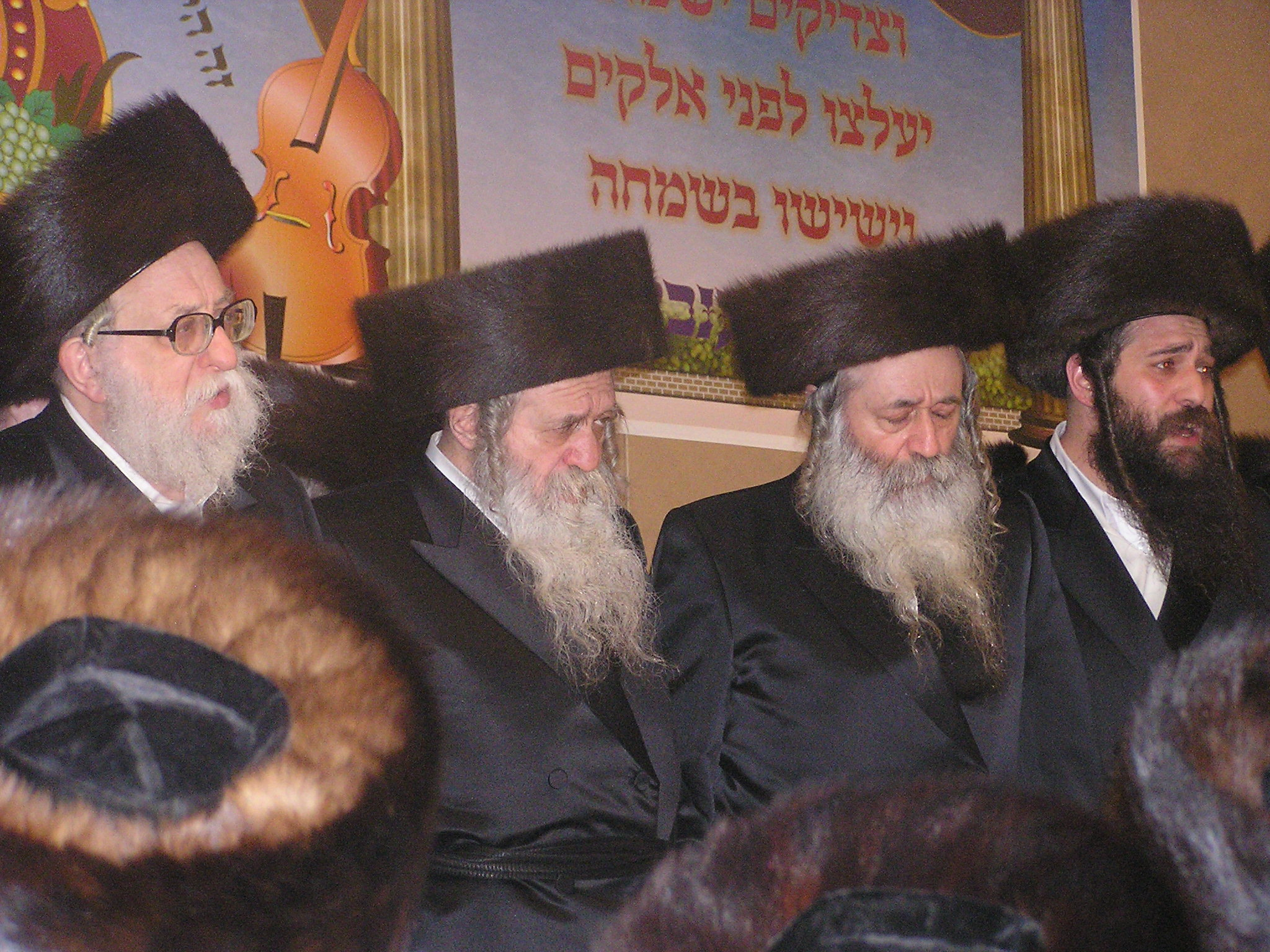
Rabbins dirigeants de la dynastie des Hassidim ultra-orthodoxes de Tchernobyl.

Bien qu'il ait longtemps été le trait considéré comme déterminant pour les Juifs, le judaïsme n'est pas une entité monolithique, ni même unitaire.
Avant le VIe siècle AEC, la Bible parle d'Israélites polythéistes, syncrétistes, idolâtres, priant uniquement Baal ou d’autres dieux « étrangers », ce qui est confirmé au moins en partie par l'archéologie (cf. supra). Il n'existe donc pas à l'époque de religion unifiée, et le fait israélite apparaît plus comme « national » que comme strictement religieux.
Après le retour des exilés de Babylone, la religion mosaïque éclate entre Judéens (Juifs) et Samaritains, ces derniers récusant l'interprétation des prophètes et la centralité de Jérusalem.
Le judaïsme du Second Temple est lui-même l'un des plus diversifiés de l'histoire juive : outre les sectes les mieux connues (esséniens, zélotes, pharisiens, sadducéens…), il faut ajouter celles dont on ne connaît guère que le nom : nazaréens, gnostiques, Minim (probablement les premiers chrétiens). Le Second Temple de Jérusalem et les grands-prêtres, théoriquement autorité centrale dans le judaïsme, sont rejetés par les Juifs d'Éléphantine et les Esséniens.
Après l'unification religieuse réalisée à travers les Talmuds par les pharisiens (qui couchent par écrit la loi orale fondant leur spécificité), entre les IIe et Ve siècles, le judaïsme apparaît comme plus unifié. Ce judaïsme unifié va cependant connaître, à partir du VIIIe siècle, la contestation des karaïtes, refusant totalement la loi orale pharisienne. Parallèlement, des communautés isolées ne connaissant ni les Talmuds ni l'institution rabbinale, comme les Juifs des Indes ou les Beta Israël d'Éthiopie, développent une forte spécificité.

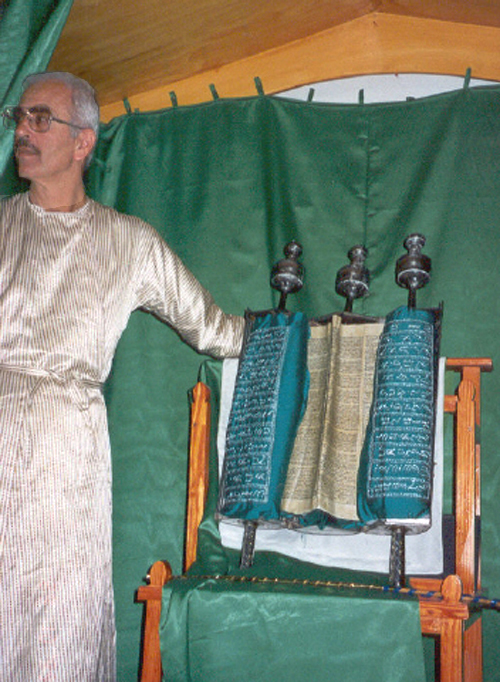
Un Samaritain et une Torah samaritaine.

À compter du XIXe siècle, la Haskala entraîne d'une part la réforme du judaïsme, qui remet en question la validité de la loi orale, voire de la loi écrite elle-même, de l'autre la revendication du nationalisme juif qui minimise fortement la dimension religieuse du fait juif, nombre de Juifs revendiqués, voire nationalistes, refusant ainsi toute religion. Le judaïsme éclate une nouvelle fois : le terme « orthodoxe » apparaît pour définir ce qui était jusque-là forme dominante du judaïsme. Au sein de ce judaïsme orthodoxe même, différentes tendances se dessinent (mais sans rupture officielle), depuis le fidéisme absolu des haredim jusqu'à l'ouverture des « orthodoxes modernes », souvent considérés avec suspicion par les premiers. Entre le radicalisme des ultra-orthodoxes et des premiers réformés, des juifs, cherchant à moderniser leurs traditions sans les abandonner, forment le judaïsme libéral et le judaïsme conservateur, ainsi que d'autres courants moins importants, comme le Judaïsme reconstructionniste.
Le judaïsme historique n'est donc pas incarné par un seul courant. Il existe d'ailleurs plusieurs versions de la Bible, quelque peu différentes : la Bible hébraïque (qui comporte 24 livres), la Bible samaritaine (qui ne reconnaît d'autorité qu'au Pentateuque et au Livre de Josué), la Septante (qui comporte des livres deutérocanoniques), ainsi que des versions moins « canoniques » comme les manuscrits de Qumrân, la Bible des Esséniens. Des traditions complémentaires (Talmuds et Midrash du judaïsme rabbinique, hēḳeš et sevel ha-yǝrūšāh du judaïsme karaïte, Mēmar Markah des Samaritains) accentuent encore plus les divergences. Les sources des uns sont rejetées par les autres, et le degré de leur autorité, absolue ou relative, peut également être discuté parmi ceux qui les reconnaissent. À cette diversité de textes ou d'interprétation s'ajoutent enfin les particularismes liés à la dispersion des populations se considérant comme descendantes des anciens Israélites pendant 2 500 ans sur une importante partie de la planète.
Divergences de textes, divergences sur l'interprétation des textes, absence de centralisation religieuse, diversité d'époques et diversité de pays ont donc produit des divergences religieuses non négligeables. Le judaïsme, quoique ayant justifié le maintien d'une spécificité juive au cours des diasporas juives, n'est ni unitaire ni même la seule forme de judéité pour l'ensemble des Juifs revendiqués.

### Les Juifs en tant que peuple
Les deux sens du mot Juif ou juif sont déjà perçus au XVIIIe siècle puisque l'Encyclopédie de D'Alembert et Diderot définit le mot juif comme « sectateur de la religion judaïque » mais affirme, deux paragraphes plus loin, qu'il s'agit d'un peuple à l'histoire bien connue.

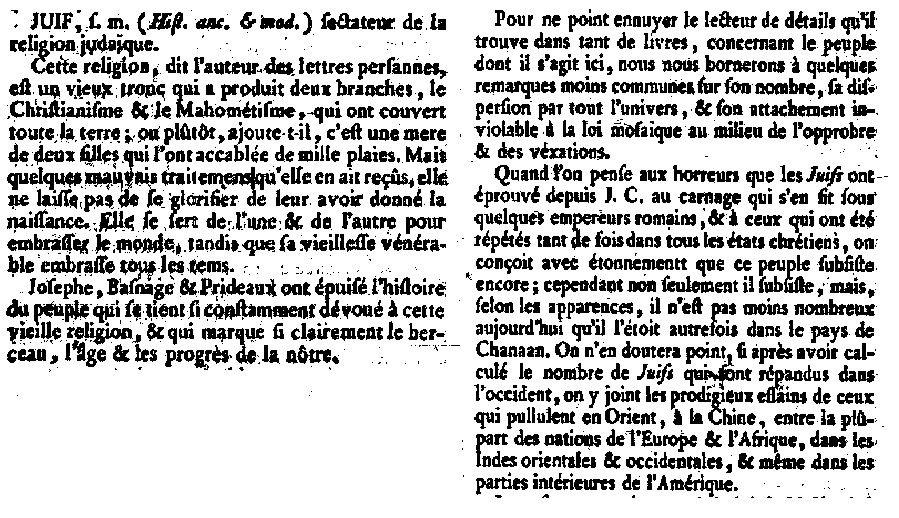

Selon le Larousse encyclopédique de 1987, un peuple est un « ensemble d'hommes habitant ou non un même territoire et constituant une communauté sociale ou culturelle ». Il y a cependant une grande différence entre la notion moderne de peuple, apparue en liaison avec l'idée de nation, à la fin du XVIIIe siècle et le sentiment d'appartenance qui pouvait exister, dans des populations rurales vivant il y a trois mille ans.

#### L'idée de la permanence d'un «peuple juif»
Bien avant cette définition moderne, la Bible avait défini les Israélites en tant que peuple. Les occurrences du terme « peuple d'Israël », faisant suite à celui d'« Enfants d'Israël », insistant sur une origine commune, y sont particulièrement nombreuses, et ce dès le Deutéronome, livre que la majorité des tenants de la critique bibliste pensent avoir été le premier mis en forme, vers la fin du VIIe siècle av. J.-C. Les références y désignent un groupe endogame (ne se mélangeant pas aux autres peuples) « Tu ne contracteras point de mariage avec ces peuples, tu ne donneras point tes filles à leurs fils, et tu ne prendras point leurs filles pour tes fils », ayant une relation directe avec Dieu « Pardonne, ô Éternel ! à ton peuple d’Israël, que tu as racheté », et occupant un territoire, « le pays dont l’Éternel, ton Dieu, te donne la possession ».
Dans les livres plus tardifs de la Bible apparaît une nouvelle notion, celle de « peuple juif ». Au sens strict, les Juifs, ou Judéens, sont les Israélites du Sud, habitant le royaume de Juda. Il ne s'agit donc pas d'une notion religieuse, les règles religieuses étant supposées s'appliquer de façon indifférenciée aux Israélites du Nord et du Sud, mais d'une notion géographique et politique. En pratique, les Israélites du Nord ayant disparu (thèse des dix tribus perdues) ou s'étant transformés en Samaritains (thèse des Samaritains, rejetée par les Juifs), les Juifs se sont considérés comme les derniers Israélites, les termes « peuple juif » devenant pour eux (et à leur suite pour les chrétiens) synonyme de « peuple d'Israël », synonymie refusée par les Samaritains. Ainsi, bien que chaque groupe se soit défini comme « peuple d'Israël », le rejet mutuel des deux communautés a entraîné en pratique la création de deux peuples bien distincts, chacun avec son territoire, ses coutumes et sa direction.
Après la dispersion des Juifs à travers la planète, le sentiment d'être un peuple est resté une obligation religieuse. Au contraire du christianisme, lui-même issu du judaïsme, ce dernier a refusé tout universalisme religieux, et en particulier toute conversion en masse des « nations » (Goyim) au sens biblique, c'est-à-dire des non-juifs.

#### Critiques de l'idée des Juifs comme peuple
Par une exception assez rare dans l'histoire juive, une partie des premiers juifs réformés du XIXe siècle a favorisé une approche essentiellement religieuse du fait juif, souhaitant favoriser l'intégration au sein des peuples des pays de résidence (ce sentiment a également engendré, mais en dehors du périmètre des réformés, un courant de conversion au christianisme, relativement important au XIXe siècle et jusqu'à la Seconde Guerre mondiale). Pour ce courant, qui finira par disparaître même chez les réformés, les juifs ne sont pas un peuple, mais seulement une communauté religieuse.
Certains Karaïtes d'Europe orientale se sont également redéfinis au XIXe siècle comme une partie du peuple turc, et non plus du peuple juif, mais tout en restant fidèle à leur version particulière du judaïsme (qu'ils cessent cependant d'appeler ainsi). Cette évolution n'est pas ici liée à une critique du principe de « peuple juif », mais à une forte culture turque, à une volonté d'échapper aux lois anti-juives de l'empire des tsars, et sans doute aussi à l'hostilité ancienne entre Rabbanites et Karaïtes.
Bien que traditionnelle, la définition des Juifs en tant que peuple a donc été contestée par certains groupes issus du judaïsme, que ceux-ci recherchent une assimilation partielle (réformés) ou une assimilation totale (convertis). Des groupes se réclamant de la religion de la Bible hébraïque, sans forcément refuser que d'autres se définissent comme Juifs en tant que peuple, se sont eux-mêmes définis comme étant des groupes séparés ayant une identité spécifique (Karaïmes européens, Samaritains).
Certains historiens israéliens contemporains, dits « nouveaux Historiens », mettent également l'accent sur les évolutions de signification qu'a connues le terme hébreu Am (peuple) au cours de l'histoire. À l'identité tribale de l'Antiquité la plus ancienne a succédé une vision religieuse du terme (« peuple de l'Alliance »), permettant les conversions de l'Antiquité,,, jusqu'à la redéfinition politique opérée à la fin du XIXe siècle par les premiers sionistes. Cette vision entraîne généralement une critique de l'interprétation nationaliste et politique de l'idée de « peuple juif », amenant finalement ce courant de pensée à critiquer le sionisme lui-même.
Au-delà de ces débats, la grande majorité des Juifs religieux, ainsi que beaucoup de non-croyants, sont restés très attachés à l'idée de « peuple juif » (qu'il soit vu ou non comme le peuple de l'Alliance et de la Torah) du fait de la place centrale de cette notion dans l'enseignement religieux du judaïsme.
La Shoah a fortement contribué à renforcer cette dimension de peuple : qu'ils soient religieux, socialistes, sionistes, assimilés, convertis, et quelle que soit leur nationalité, les Juifs ont alors été considérés comme un ensemble homogène à exterminer, ce qui a fortement renforcé le sentiment d'avoir un destin commun.

### Les Juifs en tant que nation

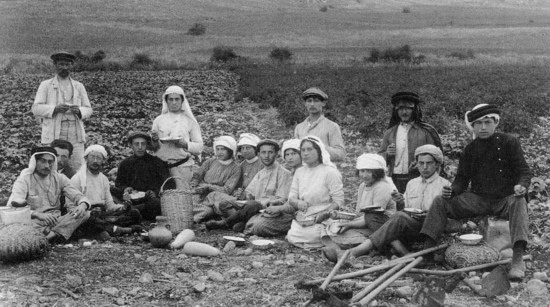
Un groupe de la 2e aliyah sioniste en Palestine, en Keffieh, années 1910.

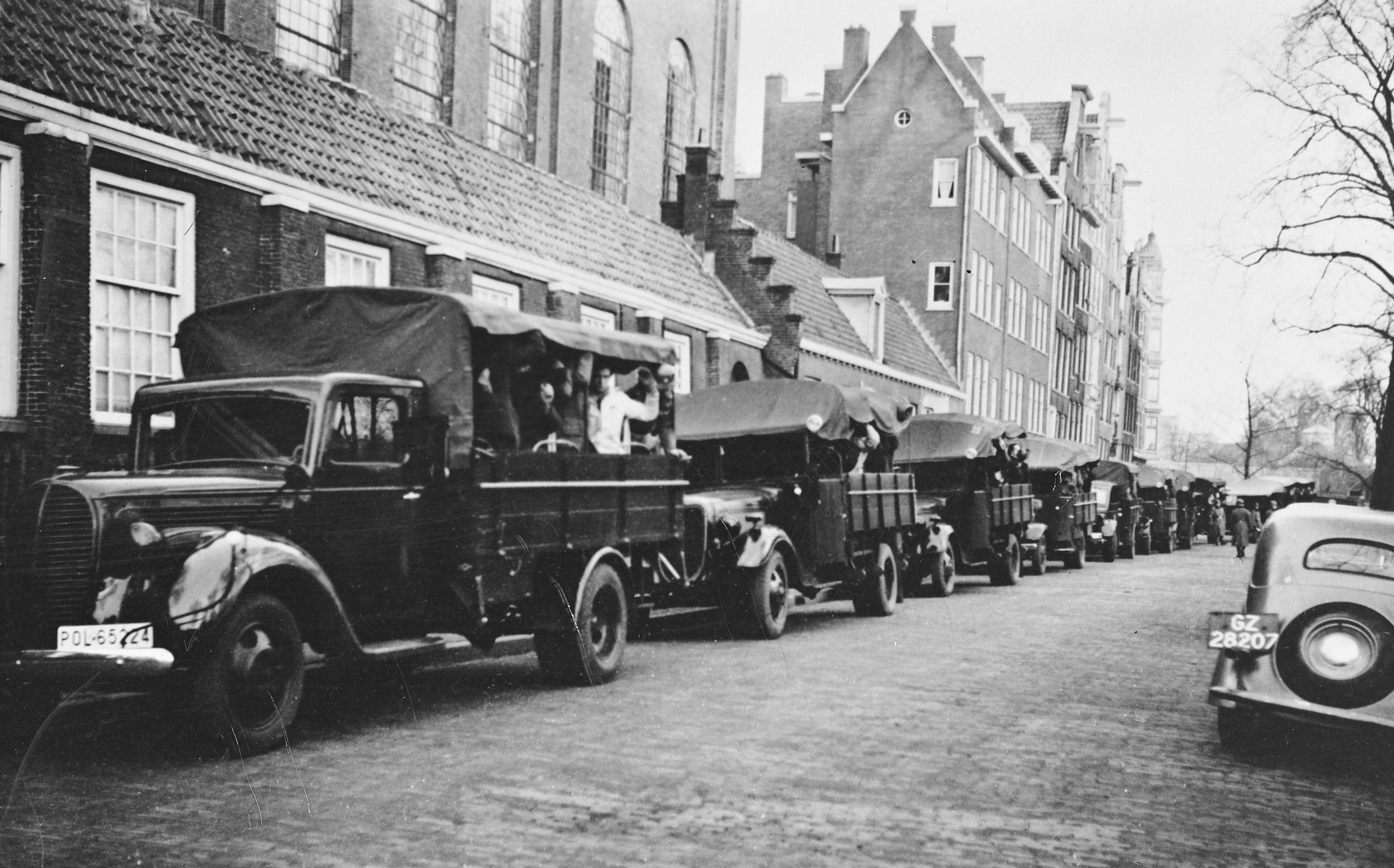
Les massacres de Juifs par les nazis en Europe ont conduit au génocide juif lors de la Seconde Guerre mondiale. Ici, une rafle à Amsterdam, qui conduira à la grève de février 1941.

Avant la Révolution française, le terme de nation était quasiment un synonyme de celui de peuple. On parle donc souvent (Voltaire, notamment), de « nation juive », au sens de peuple juif.
À compter de la Révolution française, « nation » prend une signification plus politique. Une nation devient d'une part un État (comme dans l'expression « Organisation des Nations unies »), et d'autre part un peuple ayant l'objectif politique de maintenir ou de créer un État. Dans cette seconde signification, une nation est en pratique un peuple dont une partie au moins des membres a des objectifs nationalistes.
Le concept de nation juive (au sens politique) est à l'époque de la Révolution étranger aux Juifs. En effet, le culte s'est réorganisé depuis la fin du royaume de Juda sur des attentes messianiques, plus eschatologiques que politiques, et l'exil est vécu comme l'accomplissement des prédictions du Deutéronome. Les Juifs considèrent toujours que leur destin est de vivre dans un État spécifique (la promesse de la terre donnée par Dieu), mais ils attendent que celui-ci les y ramène, ainsi qu'Il l'avait fait lors de l'exil babylonien, et cette attente se traduit par l'étude et les prières.
Un courant de pensée émerge au XIXe siècle chez certains philosophes. Il entend parvenir à une définition « objective » d'un peuple (ou d'une nation), en se fondant non sur le sentiment d'appartenance, mais sur des critères objectifs : langue commune, histoire commune, territoire commun. Du point de vue de cette école, deux approches du fait Juif sont possibles :
Les Juifs peuvent ne plus être une nation (depuis leur dispersion) si on insiste sur la notion de territoire commun. Ils le sont par contre si on privilégie la notion de passé commun, encore que les conversions passées et les diversités d'apparence physique actuelles peuvent sur ce point aussi susciter des oppositions.
Pour l'école « subjective », qui insiste sur le sentiment d'appartenance, la majorité des Juifs sont une nation (au moins ceux qui le désirent).
L'école « objective » à dominante territoriale refuse la définition des Juifs en tant que nation, voire en tant que peuple.
L'école « objective » à dominante historique, ainsi que l'école « subjective » l'acceptent plus facilement.
La nouvelle idée nationale ne s'est imposée que progressivement au sein des masses juives. Quatre grandes oppositions juives au sionisme se sont identifiées : l'opposition de la majorité des orthodoxes, considérant que le messie peut seul recréer l'État juif ; l'opposition des adhérents du nationalisme du pays de résidence considérant qu'une double fidélité nationale est impossible ; l'opposition des anti-nationalistes de principe, en général d'extrême-gauche ; les partisans d'un nationalisme autonomiste spécifiquement Yiddish, comme les bundistes ou les folkistes. Progressivement, le sionisme, d'abord assez marginal, a gagné en importance, en particulier en réaction aux troubles politiques de l'Europe orientale et à l'antisémitisme. La montée de celui-ci, puis son paroxysme au cours de la Shoah, atténue d'ailleurs les fortes oppositions entre Juifs sionistes et antisionistes. Créé entre autres pour combattre les sionistes, le parti ultra-orthodoxe agoudat Israël finit même par collaborer avec ceux-ci sous la pression de la montée de l'antisémitisme des années 1930, puis acceptera la création d'Israël en 1947 dans le traumatisme suivant le génocide.
Ces débats ne sont toujours pas clos, certains Juifs religieux (la Edah Haredit) continuant à rejeter fermement l'idée d'un État juif politique, et beaucoup d'antisionistes politiques refusant toujours la revendication sioniste sur la Palestine. Cependant, malgré l'antisionisme dominant du régime soviétique, celui-ci avait reconnu les Juifs comme une « nationalité » soviétique à part entière, et soutenu la création d'Israël à l'ONU en 1947.
Au sein même de la société israélienne, le débat sur la « nation juive » a amené à développer des approches assez sensiblement différentes de celles des religieux. C'est ainsi que les Samaritains ou les Karaïtes, groupes rejetés par les orthodoxes du périmètre du judaïsme, ont été acceptés comme faisant partie de la descendance du « peuple d'Israël » des origines, et à ce titre comme membres de la « nation » (donc bénéficiant de la loi du retour). Les convertis par les rabbins réformés (surtout américains) sont aussi acceptés malgré le refus des orthodoxes, leur conversion étant considérée par l'État comme l'affirmation d'une volonté claire de changement de « nation ». L'État privilégie ainsi, dans une certaine mesure, le sentiment d'appartenance national et pas seulement le sentiment d'appartenance religieuse.
Indépendamment du sionisme, il existe un nationalisme non sioniste, surtout incarné par le Bund, parti ouvrier juif créé en 1897. Bien que se définissant comme Juif, le nationalisme du Bund était surtout centré sur une identité yiddish, et ne s'adressait guère aux Juifs des autres communautés.

### Les Juifs en tant qu’ethnie

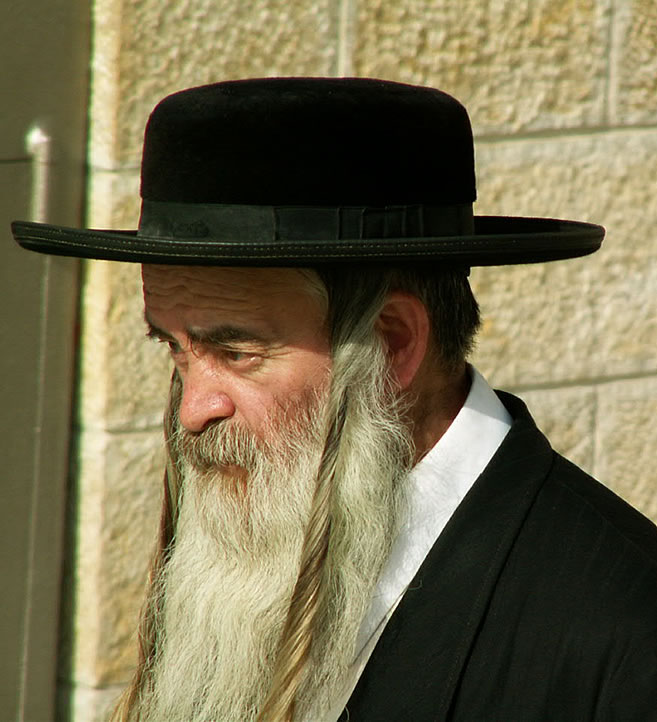
Un Juif ashkénaze.

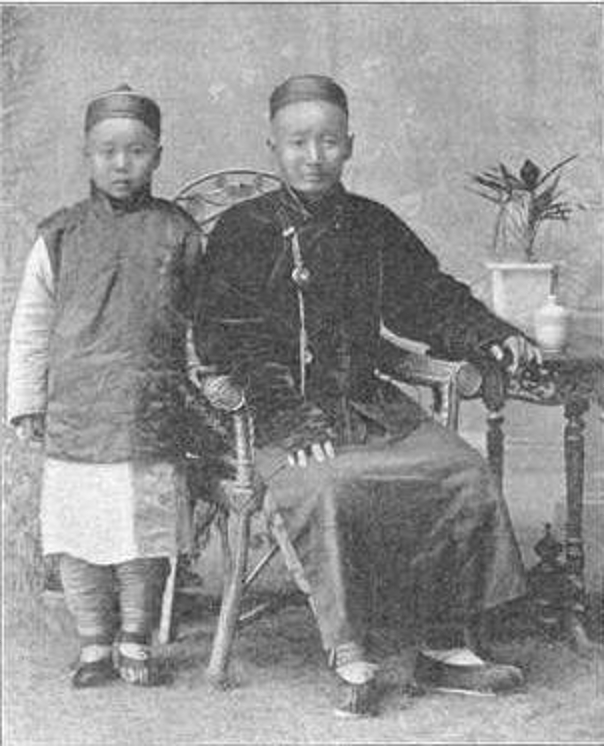
Juifs de Chine, vers le début du XXe siècle.

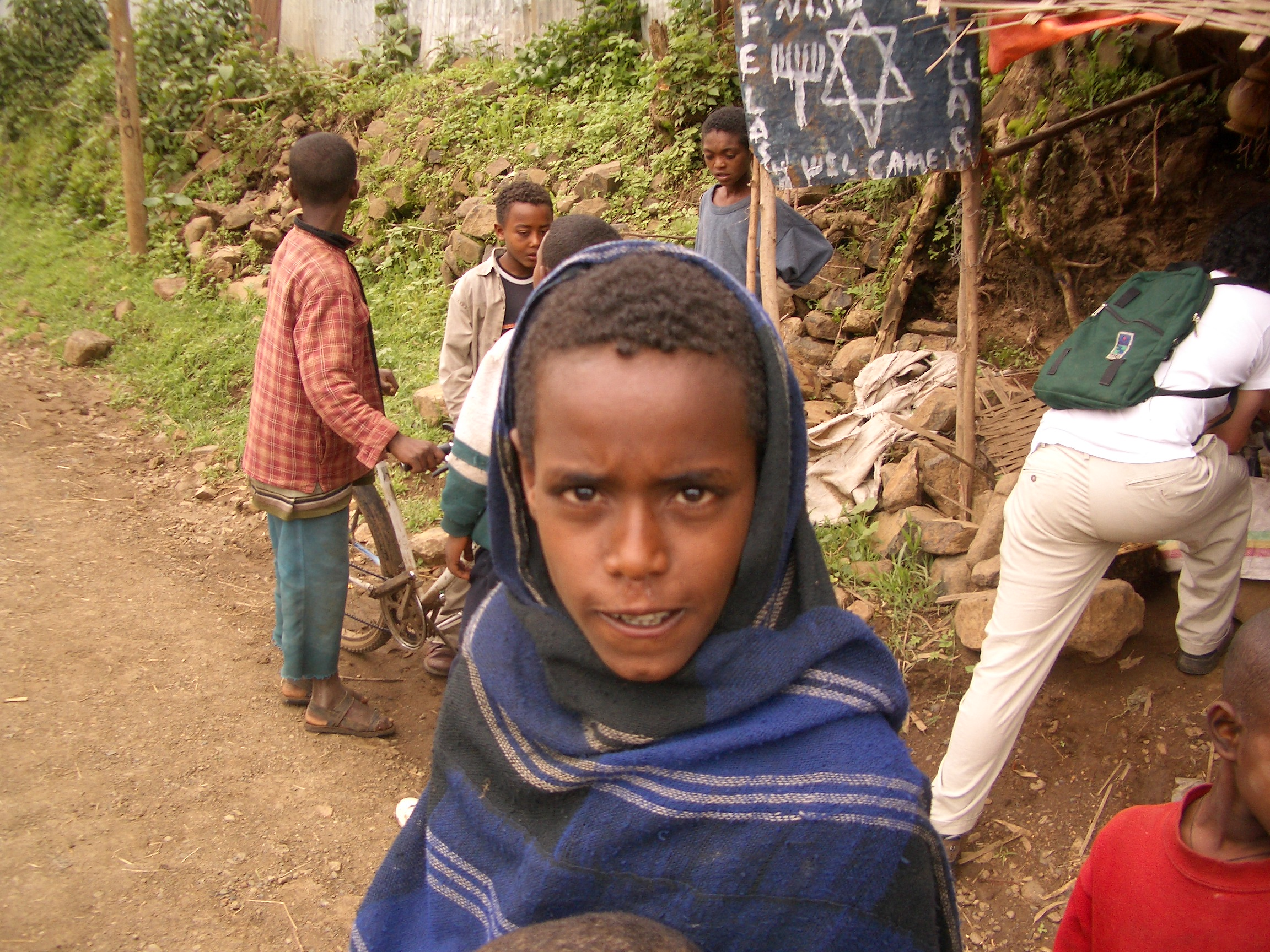
Un jeune Falash Mura en Éthiopie, en 2005.

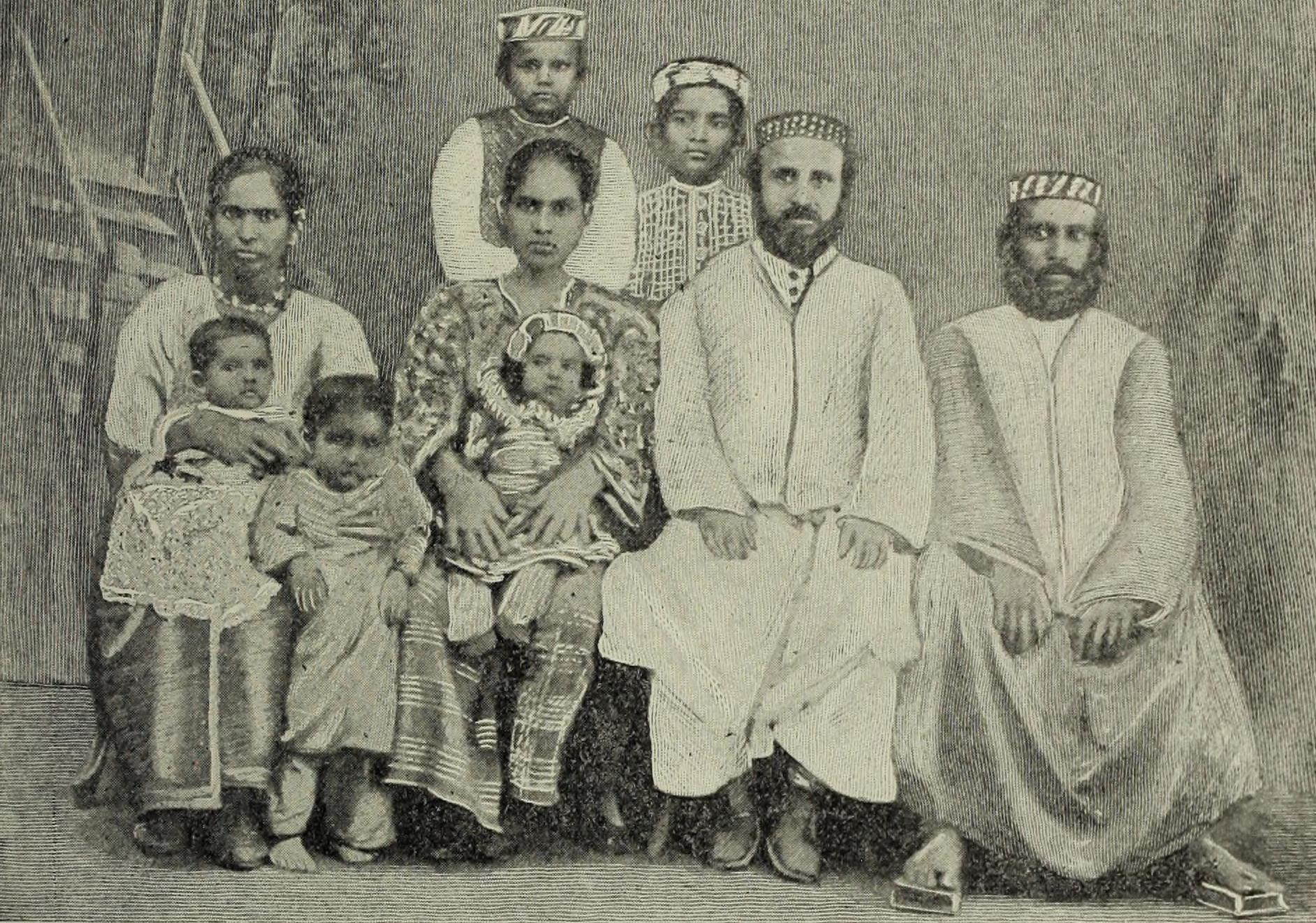
Des Juifs des Indes (Cochin), vers 1900.

Une ethnie est une population humaine dont les membres s'identifient mutuellement, habituellement sur la base d'une ancestralité ou généalogie commune présumée, et possédant des traits culturels, comportementaux, linguistiques, rituels et/ou religieux communs. Selon ces critères, en particulier la revendication à une ascendance commune, les Juifs peuvent donc être considérés comme une ethnie : la traduction grecque de « peuple juif » est d'ailleurs ethnos tôn Ioudaiôn.
Le terme Ethnic Jew s'utilise en anglais (particulièrement aux États-Unis) pour désigner une personne d'ascendance juive établie, mais ne se rattachant au judaïsme ni par la culture ni par la religion, voire ayant adhéré à une autre foi. La dimension culturelle ou religieuse dans cette approche est donc totalement occultée au bénéfice d'une stricte définition en termes d'ascendance.
Cette vision peut être partagée par des convertis. Par exemple, Benjamin Disraeli, bien que baptisé dans son enfance et anglican pratiquant, répliquait à Daniel O'Connell en 1835 : « Oui, je suis Juif, et tandis que les ancêtres de l'honorable gentleman étaient des brutes sauvages sur une île inconnue, les miens étaient prêtres dans le Temple de Salomon ».
Elle peut l'être aussi par des non-Juifs, selon des critères qui leur sont propres. Ainsi, les nazis se souciaient moins de définir les Juifs en termes de « religion » que d'« influence », laquelle dépendait d'une part du nombre d'ascendants « présumés juifs », et d'autre part de l'« appartenance confessionnelle ». De nombreux « Juifs non juifs » (c'est-à-dire des Juifs s'étant convertis à d'autres religions comme Edith Stein ou Irène Némirovsky) furent ainsi exterminés durant la Shoah et les frères Wittgenstein, dont la mère n'était pas juive, furent inquiétés.

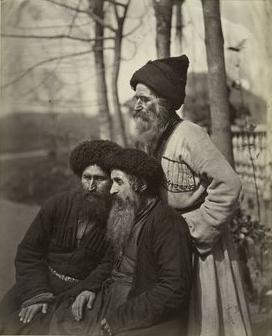
Juifs des montagnes, Caucase, 1898

La Halakha (la loi religieuse juive, dictée par le judaïsme orthodoxe), a également une définition des Juifs qui s'exprime partiellement en termes d'ascendance : est Juif (indépendamment de sa religion) celui qui est né d'une mère juive, ou celui qui s'est converti au judaïsme.
Selon la revendication religieuse d'une « ancestralité commune présumée », les Juifs sont donc plutôt une ethnie, les conversions au judaïsme étant censées être peu nombreuses. Le terme « ethnie » est cependant peu utilisé en français, ayant acquis une connotation négative rappelant les discriminations antisémites et les critères nazis de « racialité juive ».

#### Conversions
La revendication d'une origine commune est par ailleurs contrebalancée par l'extrême divergence de types physiques existant entre les communautés juives. Celle-ci s'explique entre autres par le phénomène des conversions.
Ainsi, à l'époque romaine déjà, les écrits de Dion Cassius et les Satires de Juvénal indiquent des conversions assez nombreuses. Les estimations selon lesquelles 10 % de la population romaine était juive ne peuvent s'expliquer sans conversion.
Des conversions de masse ont pu avoir lieu jusqu'au Moyen Âge. Par exemple :
- la conversion possible des Jébuséens, sous David[76] ;
- celle de la tribu iduméenne qui donnerait naissance à Hérode Ier le Grand, sous les Hasmonéens[77],[61] ;
- la conversion de nombreux habitants de l'Empire romain[63],[62] ;
- après la fin de l'Empire romain, une partie des Francs ripuaires et des Souabes se convertit, mais il s'agit davantage d'initiatives individuelles, à l'origine des prêches d'Agobard[78] ;
- celle d'une partie de peuples à dominante turque comme les Khazars de Russie[79] ;
- celle (possible et parfois discutée) de Berbères (Djeraouas de l'Aurès et Nefoussas de Tripolitaine)[80].

Même après le Moyen Âge, des passages en masse au judaïsme, comme celles des Subbotniks de Russie ou les Dönme de Turquie ont pu ponctuellement se produire,,.

#### Études génétiques
Bon nombre d'études portant sur la génétique des populations ont été menées concernant l'impact de ces conversions sur l'histoire des populations juives. Quoique de nouvelles études soient encore à attendre, pour apporter des précisions ou trancher certaines discussions entre auteurs, les lignes générales qui se dégagent militent en faveur d'une nette domination moyen-orientale (notamment des régions palestiniennes, syriennes et turques), dans les origines du chromosome Y des populations juives actuelles (transmis uniquement par les hommes). Cette dominante ne permet pas de trancher la question du poids des conversions masculines dans cette zone, car les études ne différencient pas le chromosome Y des populations juives de celui des populations non-juives de la zone, qui sont très proches. Mais elles permettent d'indiquer que le poids des influences masculines extérieures au Moyen-Orient est nettement minoritaire (pouvant cependant aller jusqu'à une estimation de 23 % pour les populations ashkénazes).
À l'inverse, les études existantes penchent assez nettement pour une origine majoritairement non moyen-orientale pour l'ADN mitochondrial (transmis uniquement par les femmes),. Ces apports ont des origines géographiques distinctes mais peu nombreuses,, ce qui laisse à penser que les conversions ont été localisées et rares au cours de l'histoire juive, même si le poids global de ces entrées est finalement présent. Chez les Bene Israël de Bombay, l'origine est très tranchée : moyen-orientale pour les marqueurs génétiques masculins, et locale pour les marqueurs génétiques féminins. Cependant, dans le cas des Ashkénazes au moins, certains auteurs ont défendu une origine majoritairement moyenne-orientale des marqueurs génétiques mitochondriaux.
Finalement, ces études montrent qu'une origine des populations juives actuelles (du moins de celles qui ne vivaient pas à l'époque moderne au Moyen-Orient) est située de façon notable à l'extérieur de la zone de dispersion originelle des Juifs, au Proche-Orient. Mais le poids de marqueurs génétiques originaires de cette zone reste très important, particulièrement pour les marqueurs génétiques d'origine masculine, ce qui tend à montrer un impact relativement ponctuel des phénomènes de conversion. Mais certains discussions entre spécialistes restent encore à trancher, et les positions actuelles de la recherche peuvent donc évoluer.
Ces points communs démontrent une certaine continuité endogamique, mais ne sont cependant pas contradictoires avec des divergences non négligeables, acquises au cours des siècles d'immersion au sein d'autres populations par les conversions, les viols ou les adultères. Les types physiques des Juifs de Chine, des Juifs des Indes, des Juifs Ashkenazim ou des Juifs éthiopiens sont ainsi très différents, et montrent un niveau de mélange interethnique assez élevé.
Parmi les grandes populations juives actuelles, seuls les Juifs d'Éthiopie ne montrent pas trace d'origine syro-palestinienne,. Au contraire, leurs marqueurs génétiques indiquent une origine exclusivement ou très majoritairement locale, donc un phénomène de conversion de grande envergure.
Dans le cadre d'une approche par la génétique, et malgré certains points communs, les Juifs ne sont donc pas une ethnie homogène.
Au-delà de l'approche par la génétique et l'origine réelle, la question de l'ascendance reste importante dans la définition du fait juif, puisqu'on devient généralement juif par sa mère. Mais cette règle souffre, même aujourd'hui, de nombreuses exceptions ou applications problématiques.
Ainsi en est-il des Juifs convertis à d'autres religions. Pour le Talmud, ils restent Juifs. Mais l'État d'Israël a refusé cette démarche purement ethnique, et a imposé dans la loi du retour une démarche plus « nationale », fondée également sur le sentiment d'appartenance commun. À ce titre, les Juifs convertis à d'autres religions sont refusés comme Juifs. La population africaine des Lemba, qui se réclame d'ascendance juive, et dont les études génétiques ont confirmé qu'elle était porteuse de gènes communs avec ceux des cohanim juifs, n'est pas reconnue comme juive.
À l'inverse, les personnes converties au judaïsme, bien que n'étant le plus souvent pas « ethniquement » juives (sauf cas de retour au judaïsme), sont considérées comme juives. Cette intégration dilue progressivement le patrimoine génétique.
Finalement, le caractère ethnique n'est pas une condition nécessaire ni suffisante pour l'appartenance au judaïsme, bien que la question de l'ascendance y soit importante. Le fait juif se caractérise, selon Shmouel Trigano, bien davantage par la culture, le rituel, ou les langues.

### Les Juifs en tant que culture

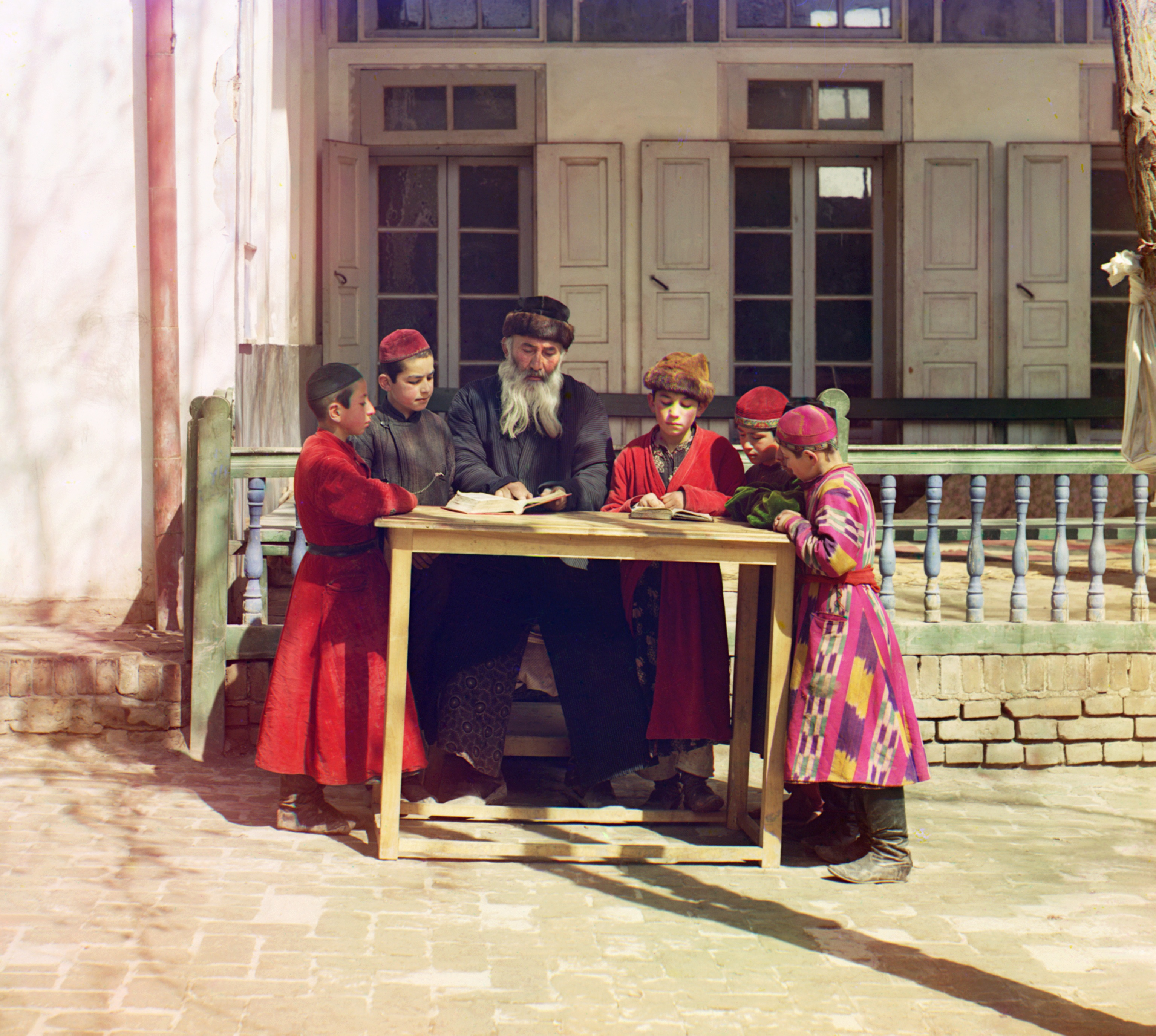
Enfants juifs en habits traditionnels, avec leur professeur, au heder de Samarcande entre 1909 et 1915.

De nombreuses cultures juives ont existé à travers les millénaires et les pays de résidence.
La question culturelle juive est complexe en ce que le maintien d'une identité spécifique à travers les siècles a sans doute été aidé par les cultures très spécifiques, comme la culture ashkénaze, ou la culture judéo-arabe. Leurs membres avaient un fort sentiment d'appartenance appuyé sur ces cultures, en particulier sur des langues spécifiques (des langues locales influencées par l'hébreu), mais aussi sur des littératures ou des philosophies juives particulières.
Mais malgré des cultures juives très fortes, il n'existe aucune unité culturelle juive au-delà de la religion (du moins pour les orthodoxes) et de sa langue liturgique, l'hébreu.
Finalement, les Juifs n'ont pas eu à travers le temps une culture, mais plutôt un particularisme communautaire, lequel a produit régulièrement de nouvelles cultures juives spécifiques.
Souvent très autonomes, ces groupes ont cependant correspondu entre eux, permettant le maintien d'une identité juive relativement stable. Le rituel séfarade s'est ainsi répandu à partir de l'Espagne et du Portugal à travers tout le bassin méditerranéen, tandis que les Juifs de Cochin (Inde) faisaient traditionnellement venir leurs livres saints du Yémen.
Les communautés vraiment isolées, comme les Juifs de Chine, les Bene Israël de Bombay (Inde) ou les Juifs éthiopiens, ont fini par s'assimiler totalement (Juifs de Chine), assez largement (ceux de Bombay), ou par développer des formes religieuses particulières (Juifs éthiopiens).
Les plus grands ensembles culturels juifs historiques sont dans l'Antiquité les Juifs de langues hébraïque puis araméenne, les Juifs hellénisés, qui auront une influence théologique décisive sur le christianisme naissant, et les Juifs de culture perse.
À partir du Moyen Âge, les trois premiers groupes s'éteignent, tandis que les Juifs de culture perse restent nombreux. De nouvelles cultures apparaissent à l'époque, qui dureront jusqu'à l'époque contemporaine : Juifs de culture arabe, de culture séfarade (groupe originaire d'Espagne, du Portugal et qui finira par avoir une forte influence culturelle et religieuse sur toutes les communautés du bassin méditerranéen) et de culture ashkénaze (de la vallée du Rhin à la Russie).
Au XIXe siècle apparaissent des Juifs (souvent d'origine ashkénaze, mais aussi séfarade) de culture totalement occidentalisée, après leur assimilation aux sociétés européennes et américaines.

#### Langues

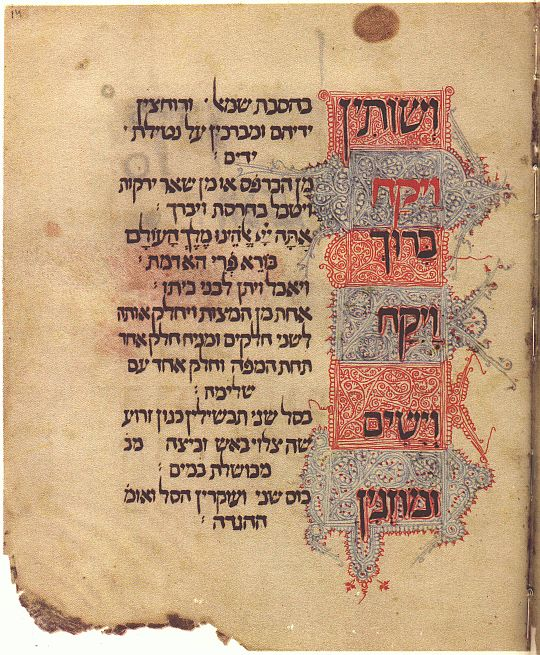
Page 14 de la Haggadah illustrée par Kaufmann (1854-1921).

L'hébreu est la langue liturgique du judaïsme, la langue du peuple d'Israël. Beaucoup de mots et expressions ouest-sémitiques (cananéennes) proches de l'hébreu de la Bible existent déjà dans les lettres d'Amarna, textes diplomatiques du XIVe siècle avant l'ère commune, écrits en akkadien, ce qui confirme l'ancienneté de cette langue.
Son importance en tant que langue nationale est attestée dans le livre des Juges : afin de différencier les gens de Galaad de ceux d'Ephraïm, il est demandé « comment s'appelle ceci ». Si l'infortuné répond Sibolet, et non Sh'ibolet, il est instantanément passé au fil de l'épée. L'hébreu fut donc la langue du peuple juif tant que celui-ci demeura sur sa terre, c'est-à-dire jusqu'à la destruction du Premier Temple de Jérusalem. De plus, la tradition rabbinique enseignait que l'hébreu était la langue de sainteté (lashon hakodesh), avec laquelle le monde avait été créé.
Ceux qui sont encore des Israélites se dispersent en partie à travers le Moyen-Orient (d'abord en Babylonie, puis au-delà), à compter de la destruction du Premier Temple de Jérusalem, en -586. 
Au contact de Babylone, l'hébreu se mâtine de plus en plus d'araméen, lingua franca de l'époque, qui prend une place de plus en plus prépondérante dans les derniers Livres de la Bible, Daniel et Ezra, où la proclamation de la restauration du Temple est écrite en Araméen. L'hébreu biblique évolue, et l'hébreu mishnaïque apparaît avec le retour des Juifs de Babylone. La question du statut de l'hébreu (langue parlée ou langue exclusivement littéraire ?) fait l'objet de longs débats. Abraham Geiger pensait que la langue de la rue était l'araméen, et celle des Sages l'hébreu. Hanoch Yalon professait qu'à l'inverse, l'hébreu était la langue du commun et des enfants, tandis que les érudits parlaient araméen ou grec. L'anecdote de la servante de Rabbi, fille de maison dans un endroit d'érudition permet en effet de formuler cette seconde hypothèse. Et si Jésus de Nazareth enseigna en araméen, les lettres de Shimon bar Kokhba étaient rédigées en hébreu.
L'hébreu n'est pratiqué durant tout le Moyen Âge que par les érudits. Cet hébreu rabbinique possédait des tournures propres, et empruntait souvent à l'araméen.
Parallèlement à l'extinction de l'hébreu en tant que langue quotidienne, naissent plusieurs « langages », en fait un mélange des langues du terroir et d'un lexique hébraïque ; ces dialectes sont écrits en caractères hébraïques. Tel est par exemple le cas du Tsarphatique, la langue des gloses de Rachi, témoignage vivant de la langue d'oïl ou les différentes formes de judéo-arabe utilisées par les Juifs d’Eretz Islam, de Maïmonide à Juda Halevi.
Deux de ces dialectes se démarquent comme ayant été parlés par de larges pans de la communauté juive : le yiddish, pratiqué à l'origine par les Ashkénazes et le judéo-espagnol par les Séfarades.
 Les autres dialectes, dhzidi, judéo-arabe, judéo-provençal, yévanique, etc. ne dépassaient pas la sphère régionale : le judéo-arabe algérien était incompréhensible pour un Juif tunisien, et inversement, alors qu'aux variations locales près, le yiddish put servir de lingua franca à tous les Juifs qui le parlaient, quelles que soient leurs origines.
Au XIXe siècle, les organisateurs de la Haskala souhaitent faire disparaître le yiddish, langue du ghetto, pour apprendre aux Juifs résidant en Allemagne l'allemand et l'hébreu. Ils développent la première littérature laïque moderne en hébreu, et publient des journaux en cette langue. La tentative fait cependant long feu, les masses préférant apprendre l'allemand et les religieux réprouvant toute utilisation profane de la « langue de sainteté ». Cependant, une première modernisation linguistique de la langue liturgique se fait jour, ajoutant de nouveaux mots pour décrire des concepts inexistants dans la langue religieuse.

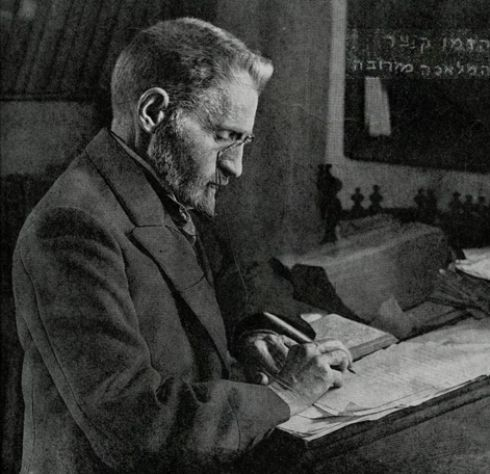
Eliézer Ben Yehoudah à sa table de travail.

La deuxième tentative de reviviscence de l'hébreu est réalisée en 1881 par un instituteur, Eliézer Ben Yehoudah, qui y consacra toute son énergie. Des centaines de mots sont créés sur la base de racines hébraïques. Largement issu de son travail, l'hébreu moderne devient la langue officielle du mouvement sioniste, puis l'une de celles de l'État d'Israël (avec l'arabe). Du fait de l'immigration massive des Juifs vers Israël au cours du XXe siècle, l'hébreu moderne et la culture israélienne — quasi inexistante il y a un siècle — qui lui est liée, apparaissent aujourd'hui comme le creuset où s'assimilent et à terme disparaissent nombre d'antiques cultures juives de la diaspora juive. Si les orthodoxes ont fini par accepter l'hébreu moderne, certaines communautés haredim (ultra-orthodoxes) marginales vivant en Israël, comme les Neturei Karta de Mea Shearim refusent toujours de le parler, privilégiant le yiddish.
L'ensemble des dialectes juifs tend également à disparaître au profit des langues des pays où résident les Juifs de la Diaspora.
Le yiddish demeure en usage comme langue du quotidien dans certaines communautés orthodoxes, notamment aux États-Unis, en Israël et à Anvers. Toutefois, aux États-Unis où se trouvent les plus grandes communautés yiddishisantes, ce yiddish évolue, se mêlant d'une part à l'anglais pour former le Yinglish, et ayant d'autre part donné naissance à un jargon employé quasi exclusivement dans les académies talmudiques, d'où son nom de Yeshivish.
En revanche, du fait de plusieurs facteurs, dont la Shoah, l'exode juif des pays arabes, l'émigration, l'assimilation et autres, de nombreux dialectes juifs, dont le judéo-espagnol, sont tombés en désuétude, tandis que d'autres, comme le judéo-provençal, ont disparu.

### Judaïté et judaïsme: synthèse
Le judaïsme est au sens premier « la doctrine [des Israélites] de Juda », comportant des rites et des préceptes fondés sur la Torah. Toutefois, beaucoup de Juifs actuels pratiquent des versions du rituel éloignées du judaïsme orthodoxe. Certains, comme les Karaïtes ou les personnes converties par les rabbins réformés, ne sont pas reconnus comme juifs par celui-ci. De plus, si le judaïsme réformé considère comme Juif un individu dont seul le père est juif, pour peu qu'il ait été élevé dans le judaïsme, ce n'est absolument pas le cas pour le judaïsme orthodoxe.
Des juifs pratiquant leur forme du judaïsme sont ainsi considérés comme non-juifs par les juifs orthodoxes, qui acceptent en leur sein de parfaits athées pour autant que leur mère soit juive.
Cette contradiction apparente vient de la définition non-exclusivement religieuse du fait juif. Un Juif est en effet d'après la Bible un membre du « peuple d'Israël », par sa naissance (ou plus rarement par sa conversion) et les ultra-orthodoxes eux-mêmes superposent cette définition à leur définition religieuse.
Enfin, la notion de peuple et le souvenir de l'État juif de l'Antiquité ont engendré, au contact du nationalisme européen du XIXe siècle un nationalisme juif, le sionisme, revendiquant une nation pour les Juifs, un État. Cette revendication n'est pas acceptée par tous les Juifs.
La superposition de ces trois notions (religion, peuple et nation), avec leurs frontières qui ne coïncident pas, a mené à de nombreux problèmes de définition. Il existe ainsi, outre ce qui a été mentionné plus haut, des Juifs nationalistes et anti-religieux, des juifs religieux mais non nationalistes, les Edah Haredit, juifs reconnus par l'État d'Israël mais pas par les juifs orthodoxes (karaïtes ou personnes converties par des rabbins réformés), des groupes se voulant israélites et non Juifs, mais légalement reconnus comme Juifs par l'État d'Israël (Samaritains), des juifs orthodoxes reconnus par certains groupes d'orthodoxes, mais pas par d'autres (Beta Israël).
Les 13 ou 14 millions de Juifs actuels, mais aussi ceux du passé, sont donc au croisement des trois notions de peuple, de religion et de nation, sans que ni les Juifs ni les non-Juifs soient intégralement d'accord sur ces notions ou sur leur périmètre exact. Ces problèmes de périmètres et de définitions, quoique bien réels, ne concernent cependant que des marges, et permettent l'existence d'une « communauté juive » relativement stable.

## Démographie et géographie
En 1939, il y avait 17 millions de Juifs dans le monde. Vers 1945, il n’en restait plus que 11 millions. Les Juifs seraient aujourd'hui 14,4 millions.
Le professeur Sergio DellaPergola, démographe de l'Université hébraïque de Jérusalem, indiquait en 2015 que la croissance démographique annuelle des Juifs dans le monde s'élevait à 0,67 %, à comparer à la croissance mondiale de 1,13 % pendant la même période.
Les évolutions fines sont cependant contrastées. Aujourd’hui, en Israël et en diaspora, les haredim (ultra-orthodoxes) sont en croissance démographique assez rapide. Il y avait chez les Juifs israéliens 6 % de haredim déclarés en 2002 et 9 % en 2012. Sauf cas médicaux, les familles ont entre 5 et 10 enfants (7 enfants par famille en moyenne en Israël en 2005). Il s’agit pour les haredim d’un commandement religieux important : « croissez et multipliez » (Genèse 1:28, 9:1,7).
À l'inverse, les populations juives moins pratiquantes, souvent avec un niveau socio-économique plus important, ont une démographie plus classiquement occidentale, d'un assez faible niveau, qui ne compense pas les mariages mixtes assez nombreux hors d'Israël.
Les mêmes différences peuvent être constatées entre pays : la population juive de l'ex-Union soviétique est en diminution rapide, par émigration, tandis que, pour les mêmes raisons et du fait d'une natalité relativement forte, la population juive israélienne augmente assez vite.

### Difficultés des études démographiques de la population juive
Le professeur Sergio DellaPergola explique pourquoi le décompte des Juifs est toujours une opération délicate particulièrement dans les pays où le recensement n'indique pas la religion, comme les États-Unis (ou la France) : premièrement, il faut se fier à des raisonnements et des preuves empiriques fondés sur des concepts démographiques et des techniques de recherche ; deuxièmement, il faut que ces techniques de base soient stables dans le temps de façon à pouvoir dégager des tendances ; enfin, il faut ignorer les thèses que l'on souhaite démontrer comme la croissance rapide, la stabilité ou un lent déclin.

### Les pays de résidence
Historiquement, on distinguait trois régions principales (mais non exclusives) dans lesquelles se sont formées les trois grandes cultures juives :
- l'Europe centrale et orientale, de l'Alsace à l'Ukraine, berceau du judaïsme ashkénaze.
- la péninsule Ibérique, où le judaïsme séfarade naquit avant de se disperser à partir du XVe siècle, vers les pays d'Afrique du Nord puis les Balkans, certains pays du Proche-Orient (influençant également le judaïsme du Yichouv) et aussi vers l'Europe du Nord et l'Amérique[105].
- le Moyen-Orient, où vécurent les Juifs orientaux non-séfarades.

D'après le professeur Sergio Della Pergola, 37 % de la Communauté juive mondiale vivait en Israël en 2001 : 8,3 millions de Juifs en Diaspora, et 5 millions en Israël (5,1 millions en 2003).
Proportion plus importante encore, dès 2000, 48 % des enfants juifs de 14 ans et moins vivaient en Israël. La différence entre la proportion des jeunes Juifs vivant en Israël (près de 50 %) et celle des Juifs en général (un peu plus du tiers), est le produit de deux évolutions. D'une part, les Juifs israéliens, en particulier les religieux, ont une natalité plus élevée que celle des Juifs des pays occidentaux. D'autre part, une forte proportion des Juifs des pays occidentaux a des enfants non juifs, conséquence d'un nombre élevé de mariages mixtes, mariages peu nombreux en Israël. Le nombre des Juifs vivant en Israël, mais aussi sa proportion, semble donc amené à augmenter, même sans immigration.
Confirmation de cette tendance, le Jewish People Policy Planning Institute estimait que la part du judaïsme israélien était montée en 2007 à 41 % des 13,2 millions de Juifs vivant dans le monde, le nombre de Juifs en diaspora ayant diminué de 100 000 en une seule année, celui des Juifs vivant en Israël ayant augmenté de 300 000 (surtout par croissance interne).
Sur les 8,3 millions de Juifs vivant en dehors d'Israël, l'Amérique du Nord (Canada et États-Unis) en comptait au début des années 2000 6,06 millions, dont 5,3 millions dans les seuls États-Unis, la France environ 550 000 et l'Angleterre environ 400 000.

### Évolution de l'assimilation
Le démographe Sergio Della Pergola indiquait en 2003 que les mariages mixtes explosaient au sein de la diaspora juive.
« [En France,] les mariages mixtes augmentent, quoique suivant un parcours non strictement linéaire : les pourcentages d’enquêtés ayant des époux non juifs passent de 22 % parmi les 60 ans et plus à 37 % parmi les 50-59 ans, se réduisent à 31 % parmi les 40-49 ans, et continuent leur lente montée à 37 % parmi les 30-39 ans, et 40 % parmi les moins de 30 ans. Il y a une fréquence des mariages mixtes double en province par rapport à la région parisienne. Ces chiffres sont aujourd’hui largement dépassés aux États-Unis et dans le reste de l’Europe. Finalement, parmi ceux qui vivent en couple sans être mariés, 83 % ont des partenaires non juifs — ce qui laisse présager une augmentation des mariages mixtes dans le futur ».
Si les membres des communautés ultra-orthodoxes ne pratiquent pas le mariage mixte, celui-ci est beaucoup plus développé chez les Juifs ayant une pratique religieuse plus faible. En Europe, où les rabbins réformés sont peu nombreux, très peu de conjoints non juifs se convertissent. Les rabbins orthodoxes sont en effet traditionnellement hostiles à la conversion pour mariage, et celle-ci est donc peu pratiquée. Aux États-Unis, les libéraux (réformés et conservateurs) convertissent volontiers les conjoints ou leurs enfants non juifs. Mais même aux États-Unis, seuls environ 10 % des conjoints se convertissent.
Finalement, les démographes s'attendent à une forte diminution du nombre des Juifs vivant hors d'Israël, essentiellement par assimilation. Du point de vue de la pratique religieuse, les tendances sont plus contrastées. On note à la fois une augmentation du nombre des laïcs (Juifs sans pratique religieuse notable) et une augmentation des pratiquants réguliers. Ces deux croissances se font au détriment des pratiquants partiels, dit traditionalistes, dont le nombre diminue. Ainsi, en France, en 2003, « davantage de personnes affirment fréquenter régulièrement une synagogue (22 %, contre 9 % en 1975), mais aussi plus de personnes n’y vont jamais 49 %, contre 30 % en 1975) ». En Israël, la tendance est identique.
Malgré le basculement partiel des traditionalistes vers une pratique religieuse plus stricte, et malgré un phénomène de « repentance » (techouva) touchant certains laïcs, la pratique religieuse semble appelée à diminuer en diaspora[réf. nécessaire] ; elle demeure plus importante en Israël grâce à la très forte démographie des pratiquants.